# رزم‌ناو نبرد

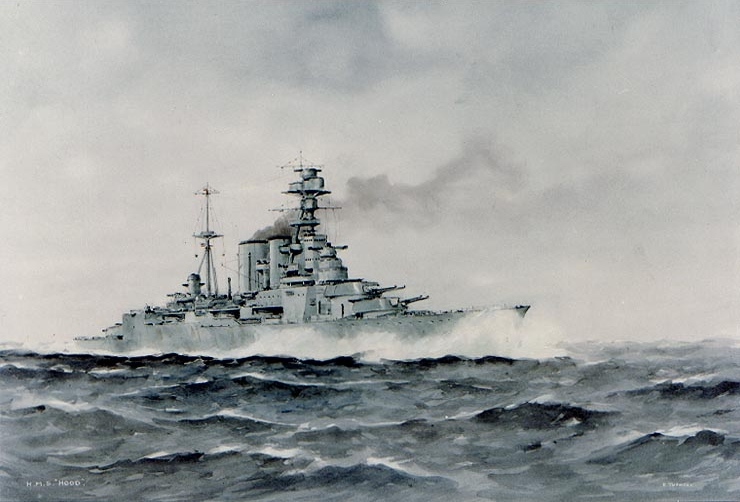
رزم‌ناو هود، بزرگ‌ترین رزم‌ناو جنگی بود که ساخته شد.

رزم‌ناو نبرد یا رزم‌ناو جنگی یا بتل کروزر (به انگلیسی: Battlecruiser) نوعی کشتی پایگاه در نیمه اول قرن بیستم بود. رزمناوهای جنگی از نظر تناژ، تسلیحات و هزینه مشابه نبردناوها بودند، اما در شکل و آرایش تجهیزات متفاوت بودند. رزمناوهای جنگی معمولاً زره نازک‌تر (با درجات مختلف) و آتشبار اصلیِ تا حدودی سبک‌تر نسبت به نبردناوهای معاصر خود داشتند که روی بدنه‌ای طولانی‌تر با قدرت موتور بسیار بالاتر نصب می‌شد تا سریع‌تر حرکت کنند. طراحی اولین رزمناوهای جنگی در بریتانیا به‌عنوان توسعه رزم‌ناو زرهی و همزمان با جایگزینی نبردناوهای پیشا-دریدنوت انجام شد. هدف از طراحی آنها، پیشی گرفتن از هر ناو با تسلیحات مشابه و تعقیب هر ناو با تسلیحات کمتر بود؛ آنها باید رزمناوهای زرهی کندتر و قدیمی را شکار و با آتش سنگین نابود می‌کردند و در عین حال از نبرد با نبردناوهای قدرتمندتر اما کندتر اجتناب می‌کردند. با این حال، با ساخت روزافزون رزمناوهای جنگی، آنها بیشتر در کنار نبردناوها با محافظت بهتر استفاده شدند.
رزمناوهای جنگی در طول جنگ جهانی اول در نیروی دریایی بریتانیا، آلمان، عثمانی، استرالیا و ژاپن، به‌ویژه در نبرد جزایر فالکلند و در چندین حمله و درگیری در دریای شمال خدمت کردند که به نبرد تن‌به‌تن ناوگان‌ها در نبرد یوتلاند ختم شد. رزمناوهای جنگی به‌ویژه انگلیسی در یوتلاند متحمل خسارات سنگین شدند، جایی که ایمنی آتش ضعیف و شیوه‌های جابجایی مهمات آنها را در برابر انفجارهای فاجعه‌بار خشاب‌ها پس از اصابت گلوله‌های کالیبر بالا به برجک‌های اصلی آسیب‌پذیر کرد. این نمایش تاسف‌بار به این باور عمومی منجر شد که رزمناوهای جنگی آنقدر زره نازکی دارند که نمی‌توانند به‌درستی عمل کنند. تا پایان جنگ، طراحی کشتی‌های پایگاه توسعه یافته بود، به‌طوری که نبردناوها سریعتر شدند و رزمناوها زره‌پوش‌تر شدند و تمایز بین یک رزمناو جنگی و یک نبردناو سریع اندک بود. پیمان دریایی واشینگتن که ساخت کشتی پایگاه را از سال ۱۹۲۲ به بعد محدود می‌کرد، با نبردناوها و رزمناوهای جنگی یکسان رفتار می‌کرد و برنامه نسل جدید رزمناوهای جنگی آمریکا، بریتانیا و ژاپن طبق شرایط این پیمان لغو یا به ناوهای هواپیمابر تبدیل شدند.
بهبود در طراحی زره و پیشران، به توسعهٔ «نبردناو سریع» دهه ۱۹۳۰ با سرعت رزمناو جنگی و زره نبردناو منجر شد، که باعث شد رزمناو جنگی به‌معنای سنتی عملاً یک مفهوم منسوخ شده باشد؛ بنابراین از دهه ۱۹۳۰، تنها نیروی دریایی بریتانیا به استفاده از عنوان «رزم‌ناو جنگی» در طبقه‌بندی رسمی برای کشتی‌های پایگاه دوران جنگ جهانی اول که در ناوگان باقی مانده بودند، ادامه داد. همزمان رزمناوهای ژاپنی که همچنان در خدمت بودند، به‌طور گسترده‌ای بازسازی شده بودند و به عنوان نبردناوهای سریع تمام‌عیار طبقه‌بندی شدند.
رزمناوهای جنگی در طول جنگ جهانی دوم دوباره وارد عمل شدند و تنها یکی از آنها تا پایان باقی ماند. همچنین دوباره علاقه به کشتی‌های جنگی بزرگ نوع «ضد رزم‌ناو» وجود داشت، اما توسعه تعداد کمی از آن‌ها آغاز شد، زیرا ساخت نبردناوها و رزمناوهای جنگی به‌نفع ناوهای اسکورت کاروان، هواپیمابر و باری محدود شد. از اواخر جنگ سرد تاکنون، رزم‌ناوهای موشک‌انداز بزرگ کلاس کیروف شوروی تنها ناوهای فعالی هستند که به آنها «رزم‌ناو جنگی» می‌گویند. روسیه هم‌اکنون تنها دو رزمناو جنگی دارد؛ پتر کبیر که درحال خدمت و آدمیرال ناخیموف که درحال مدرن‌سازی است.

## پیش‌زمینه
رزمناو جنگی توسط نیروی دریایی بریتانیا در اوایل قرن بیستم در امتداد تکامل رزمناو زرهی ساخته شد. هدف ساخت اولین رزمناوهای زرهی در دهه ۱۸۷۰، افزودن محافظت زرهی به کشتی‌هایی بود که نقش‌های معمول رزم‌ناوها مانند گشت، حفاظت تجاری و قدرت‌نمایی را انجام می‌دادند. با این حال، نتایج به‌ندرت رضایت‌بخش بود، زیرا وزن زیاد زره با توان حفاظت بالا معمولاً باعث می‌شد کشتی تقریباً به اندازه یک نبردناو کند شود. در نتیجه، نیروهای دریایی ترجیح دادند رزمناوهای بدون زره بسازند یا رزمناوهای محافظت‌شده با عرشه زره‌پوش برای حفاظت از موتورها تولید کنند.
در دهه ۱۸۹۰، به‌کمک زره‌های جدید فولادی کروپ می‌شد زره جانبی رزمناو را توسعه داد طوری‌که از آن در برابر توپ‌های شلیک سریع نبردناو و رزمناوهای دشمن محافظت کند. به‌کمک این مزیت، در سال‌های ۱۸۹۶–۱۸۹۷ فرانسه و روسیه که در صورت وقوع جنگ به عنوان متحدان احتمالی در نظر گرفته می‌شدند، شروع به ساخت رزمناوهای زرهی بزرگ و سریع کردند. در جنگ احتمالی بین بریتانیا و فرانسه یا روسیه، این رزمناوها تهدیدی برای تجارت جهانی امپراتوری بریتانیا بودند.
بریتانیا که در سال ۱۸۹۲ به این نتیجه رسیده بود که برای محافظت مناسب از خطوط دریایی خود به دو برابر رزمناو بیشتر نسبت به هر دشمن احتمالی نیاز دارد، با ساختن رزمناوهای زرهی بزرگ به این تهدید پاسخ داد. آنها بین سال‌های ۱۸۹۹ و ۱۹۰۵، در مجموع ۳۵ کشتی را در هفت کلاس از این نوع، تکمیل کردند یا ساختند. این برنامه ساخت، فرانسوی‌ها و روس‌ها را بر آن داشت تا ساخت‌وساز خود را افزایش دهند. نیروی دریایی امپراتوری آلمان شروع به ساخت رزمناوهای زرهی بزرگ برای استفاده در پایگاه‌های فراسرزمینی خود کرد و بین سالهای ۱۸۹۷ و ۱۹۰۶ هشت فروند ساخت. از ۱۸۸۹ تا ۱۸۹۶، نیروی دریایی بریتانیا ۷٫۳ میلیون پوند برای رزمناوهای بزرگ جدید هزینه کرد و از سال ۱۸۹۷ تا ۱۹۰۴، ۲۶٫۹ میلیون پوند دیگر هزینه کرد. بسیاری از رزمناوهای زرهی جدید به بزرگی و گرانی نبردناوهای مشابه بودند.

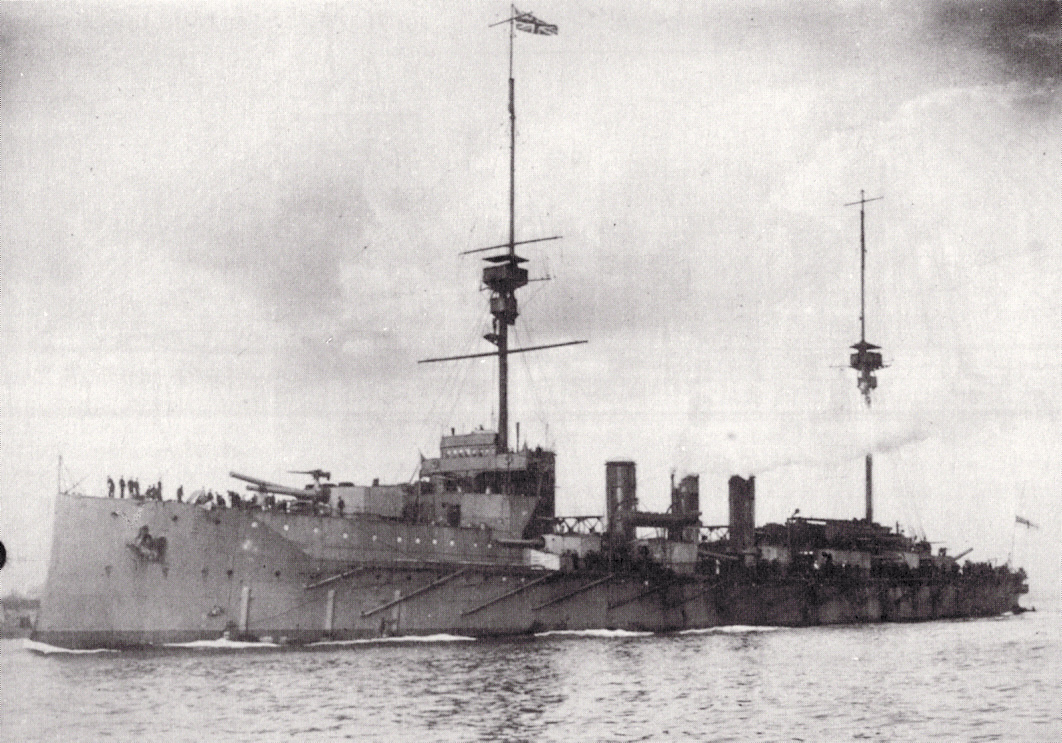
اچ‌ام‌اس شانون، یک رزمناو زرهی کلاس مینوتر

افزایش اندازه و توان رزمناوهای زرهی به پیشنهادهایی در محافل دریایی بریتانیا منجر شد که رزمناوها باید کاملاً جای نبردناوها را پر کنند. مزیت اصلی نبردناو، توپ‌های سنگین ۱۲ اینچی و زره‌های بیشتر آن بود که برای محافظت در برابر گلوله‌های مشابه طراحی شده بود. با این حال چند سال پس از ۱۹۰۰ به نظر می‌رسید که این مزایا ارزش عملی کمی دارند. آن زمان برد اژدرها به ۲۰۰۰ یارد رسیده بود و دشوار به نظر می‌رسید که یک نبردناو در برد اژدر درگیر شود. در بردهای بیش از ۲۰۰۰ یارد، به‌سختی ممکن بود که توپ‌های سنگین نبردناو بتوانند اصابتی به ناو مقابل داشته باشند، زیرا توپ‌های سنگین بر تکنیک‌های هدف‌گیری اولیه متکی بودند. آتشبارهای ثانویهٔ توپ‌های ۶ اینچیِ شلیک سریع که گلوله‌های بیشتری شلیک می‌کردند، راحت‌تر می‌توانستند به دشمن ضربه بزنند. همان‌طور که کارشناس نیروی دریایی، فرد تی. جین، در ژوئن ۱۹۰۲ نوشت؛
آیا چیزی خارج از ۲۰۰۰ یارد وجود دارد که توپ بزرگ در صدها تن قلعه قرون وسطایی بتواند بر آن تأثیر بگذارد، که [گلوله‌های] هم‌وزن توپ‌های ۶ اینچی آن بدون قلعه نتواند به همان اندازه تأثیر بگذارد؟ و در داخل ۲۰۰۰ [یارد]، در این روزهای ژیروسکوپ، چه چیزی وجود دارد که اژدر نتواند با قطعیت بسیار بیشتری بر آن تأثیر بگذارد؟
در سال ۱۹۰۴، دریاسالار جان «جکی» فیشر، لرد نخست دریا، افسر ارشد نیروی دریایی بریتانیا شد. او برای مدتی فکر توسعه یک کشتی زرهی سریع جدید را در سر داشت. او به «نبردناو درجه دو»، رنوین، یک نبردناو سریعتر و کمتر زره‌پوش علاقه زیادی داشت. در اوایل سال ۱۹۰۱، در نوشته‌های فیشر سردرگمی‌هایی دیده می‌شود که آیا نبردناو یا رزمناو الگوی توسعه‌های بعدی است. این امر باعث نشد که او طرح‌هایی از معمار دریایی دابلیو. اچ. گارد برای یک رزمناو زرهی با سنگین‌ترین تسلیحات ممکن برای استفاده در ناوگان سفارش ندهد. طرح ارائه‌شدهٔ گارد برای یک کشتی بین ۱۴٬۰۰۰–۱۵٬۰۰۰ تن بزرگ (۱۴٬۰۰۰–۱۵٬۰۰۰ تن)، با سرعت ۲۵ گره (۴۶ کیلومتر بر ساعت؛ ۲۹ مایل بر ساعت)، مجهز به چهار توپ ۹٫۲ اینچ و دوازده توپ ۷٫۵-اینچ (۱۹۰-میلیمتر) در برجک‌های توپ دوقلو و با محافظت شش اینچ زره روی کمربند و برجک‌های ۹٫۲ اینچی، ۴ اینچ (۱۰۲ میلیمتر) روی برجک‌های ۷٫۵ اینچی، ۱۰ اینچ روی برجک کنترل و تا ۲٫۵ اینچ (۶۴ میلیمتر) روی عرشه‌هایش، بود. با این حال، توجه جریان اصلی نیروی دریایی بریتانیا بین سال‌های ۱۹۰۲ و ۱۹۰۴ به‌وضوح به نبردناوهای زره‌پوش سنگین بود، نه کشتی‌های سریع مورد علاقه فیشر.
نبرد تسوشیما اثربخشی بیشتر توپ‌های سنگین نسبت به توپ‌های متوسط و نیاز به یک کالیبر اصلی یکنواخت در کشتی برای کنترل آتش ثابت کرد. حتی قبل از آن، نیروی دریایی بریتانیا تا حدودی به تغییر تسلیحات مختلط پیشا-دریدنوت در دهه ۱۸۹۰ با طرحی با تمام-توپ-بزرگ توجه کرده بود و طرح‌های اولیه برای نبردناوهای با توپ‌های تمام ۱۲ اینچی یا تمام ۱۰ اینچی و رزمناوهای زرهی با توپ‌های تمام ۹٫۲ اینچی منتشر شد. در اواخر سال ۱۹۰۴، اندکی پس از اینکه نیروی دریایی تصمیم گرفت از توپ‌های ۱۲ اینچی به دلیل عملکرد برتر آنها در برد طولانی، برای نسل بعدی نبردناوهای خود استفاده کند، فیشر شروع به استدلال کرد که رزمناوهای توپ-بزرگ می‌توانند به‌طور کلی جایگزین نبردناوها شوند. ارتقای مستمر اژدرها به این معنی بود که زیردریایی‌ها و ناوشکن‌ها می‌توانستند نبردناوها را نابود کنند. از نظر فیشر این، خبرِ پایان نبردناو بود یا حداقل اعتبار حفاظت زرهی سنگین را به خطر انداخت. با این وجود، رزمناوهای زرهی برای حفاظت از تجارت، حیاتی باقی خواهند ماندند.
ناوگان جنگی برای کشوری به نام (الف) در جنگ با کشوری به نام (ب) که فاقد نبردناو است، اما دارای رزمناوهای زرهی سریع و گروه‌های اژدرافکن‌های سریع است، چه فایده‌ای دارد؟ نبردناوهای (الف) چه آسیبی به (ب) وارد می‌کنند؟ آیا (ب) چند نبردناو می‌خواهد یا رزمناوهای زرهی بیشتری آرزو می‌کند؟ آیا (الف) با کمال میل چند نبردناو را با رزمناوهای زرهی سریعتر تعویض نمی‌کند؟ چنین حالت فرضی که هیچ طرفی خواهان نبردناوها نیست، دلیلی بر این است که آنها ارزش زیادی ندارند.— فیشر به لرد سلبورن (لرد نخست دریاسالاری)، ۲۰ اکتبر ۱۹۰۴
نظرات فیشر در نیروی دریایی بسیار بحث‌برانگیز بود و حتی با وجود موقعیت او به‌عنوان لرد نخست دریا، او در موقعیتی نبود که بر رویکرد خود پافشاری کند؛ بنابراین او یک «کمیته طراحی» متشکل از ترکیبی از کارشناسان غیرنظامی و دریانوردی نظامی تشکیل داد تا رویکرد ساخت نبردناوها و رزمناوهای زرهی در آینده را تعیین کند. در حالی که هدف اعلام شده کمیته بررسی و گزارش دربارهٔ نیازهای آینده کشتی‌ها بود، فیشر و همکارانش قبلاً تصمیمات کلیدی گرفته بودند. شرایط مرجع برای کمیته برای یک نبردناو با سرعت ۲۱ گره (۳۹ کیلومتر بر ساعت؛ ۲۴ مایل بر ساعت)، با توپ‌های ۱۲ اینچی، بدون کالیبرهای متوسط و با قابلیت استقرار در حوضچه‌های خشک موجود، و یک رزمناو با سرعت ۲۵٫۵ گره (۴۷٫۲ کیلومتر بر ساعت؛ ۲۹٫۳ مایل بر ساعت)، توپ‌های ۱۲ اینچی و بدون کالیبر متوسط، زره‌پوش مانند مینوتر، جدیدترین رزمناو زرهی، و همچنین قادر به استفاده از اسکله‌های موجود بود.

## نخستین رزم‌ناوهای نبرد
براساس طرح سلبورن در سال ۱۹۰۲، نیروی دریایی بریتانیا قصد داشت که هر سال ساخت سه نبردناو جدید و چهار رزمناو زرهی را دنبال کند. با این حال، در اواخر سال ۱۹۰۴ مشخص شد که برنامه ۱۹۰۵–۱۹۰۶ باید به‌طور چشمگیری کوچکتر باشد، دلیل آن درآمد مالیاتی کمتر از انتظار و نیاز به خرید دو نبردناو شیلیایی در حال ساخت در بریتانیا برای روس‌ها، متحد بریتانیا، در نبرد با ژاپن، بود. این واقعیت‌های اقتصادی باعث شد که برنامه ۱۹۰۵–۱۹۰۶ تنها از یک نبردناو، اما سه رزمناو زرهی تشکیل شود. این نبردناو به نبردناو انقلابی دریدنوت تبدیل شد و رزمناوها به سه ناو کلاس اینوینسیبل تبدیل شدند. فیشر بعداً ادعا کرد که او در طول کمیته برای لغو باقیمانده کشتی جنگی تلاش کرده است.
ساخت کلاس جدید در سال ۱۹۰۶ آغاز شد و در سال ۱۹۰۸ به پایان رسید، تعویق آن شاید برای این بود که طراحان آنها از مشکلات دریدنوت درس بگیرند. کشتی‌ها الزامات طراحی را کاملاً برآورده کردند. با تناژ مشابه دریدنوت، اینوینسیبل‌ها ۴۰ فوت (۱۲٫۲ متر) طولانی‌تر بود تا دیگ‌های بخار اضافی و توربین‌های قوی‌تر برای به حرکت درآوردن آنها با ۲۵ گره (۴۶ کیلومتر بر ساعت؛ ۲۹ مایل بر ساعت) سرعت، جا داده شوند. علاوه بر این، ناوهای جدید می‌توانستند این سرعت را برای روزها حفظ کنند، در حالی که نبردناوهای پیشا-دریدنوت معمولاً نمی‌توانستند این سرعت را بیش از یک ساعت حفظ کنند. آنها مجهز به هشت توپ ۱۲ اینچی ام‌کی اکس، در مقایسه با ده توپ دریدنوت بودند و ۶–۷ اینچ (۱۵۲–۱۷۸ میلیمتر) زره محافظ بدنه و برجک‌های توپ داشتند. (برای مقایسه، زره دریدنوت در ضخیم‌ترین حالت ۱۱–۱۲ اینچ (۲۷۹–۳۰۵ میلیمتر) بود) این کلاس ارتقای چشمگیری در سرعت، تناژ و قدرت آتش در مقایسه با آخرین رزمناوهای زرهی داشت اما زره بیشتری نداشت.
در حالی که اینوینسیبل‌ها قرار بود همان نقش رزمناوهای پیشین ایفا کنند، انتظار می‌رفت که این کار را بهتر انجام دهند. به‌طور مشخص نقش‌های آنها عبارت بود از:
- شناسایی سنگین. اینوینسیبل‌ها به‌دلیل قدرتی که داشتند، می‌توانستند به رزمناوهای دشمن نزدیک شوند، ناوگان آنها را مشاهده کنند و به‌کمک سرعت بالاتر خود دور شوند.
- پشتیبانی نزدیک از ناوگان نبرد. آنها می‌توانستند در ته خط نبرد مستقر شوند تا از مزاحمت رزمناوهای دشمن برای نبردناوها جلوگیری کنند و برای نبردناوهای دشمن که مشغول جنگیدن با نبردناوها بودند، دردسر درست کنند. همچنین، اینوینسیبل‌ها می‌توانستند به‌عنوان بخش سریع ناوگان عمل کنند و سعی کنند بر دشمن غلبه کنند.
- تعقیب. اگر ناوگان دشمن می‌گریخت، اینوینسیبل‌ها از سرعت خود برای تعقیب و از توپ‌های خود برای آسیب رساندن یا کاهش سرعت ناوهای دشمن استفاده می‌کردند.
- حفاظت تجاری این ناوها، رزمناوهای دشمن و مهاجمان به تجارت را شکار می‌کردند.[۲۶]

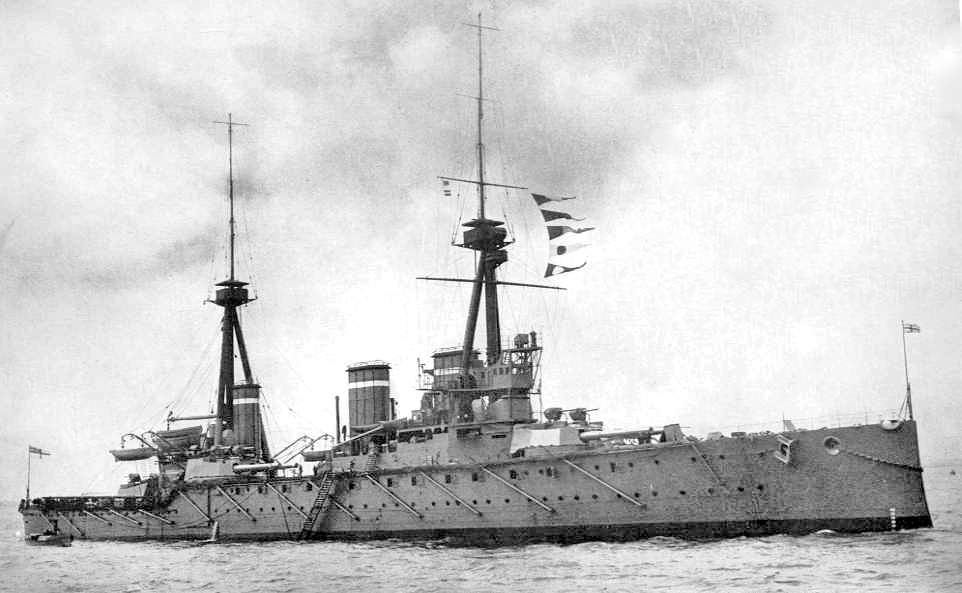
اینوینسیبل، اولین رزمناو جنگی بریتانیا

سردرگمی دربارهٔ نامیدن این رزمناوهای جدید زرهی هم‌اندازهٔ نبردناو تقریباً بلافاصله شروع می‌شود. حتی در اواخر سال ۱۹۰۵، پیش از اینکه کار بر روی اینوینسیبل‌ها آغاز شود، یک یادداشت نیروی دریایی با واژهٔ «کشتی‌های زرهی بزرگ» هم به نبردناوها و هم به رزمناوهای بزرگ اشاره می‌کند. در اکتبر ۱۹۰۶، دریاسالاری شروع به طبقه‌بندی همه نبردناوها و رزمناوهای زرهی پس از دریدنوت به‌عنوان «کشتی‌های پایگاه» کرد، در حالی که فیشر از واژه «دریدنوت» برای اشاره به نبردناوهای جدید خود یا همه نبردناوها و رزمناوهای زرهی استفاده می‌کرد. در همان زمان، خود کلاس اینوینسیبل‌ به عنوان «رزم‌ناو-نبردناو»، «رزم‌ناو دریدنوت» شناخته می‌شد. اصطلاح «رزمناو جنگی» برای اولین بار توسط فیشر در سال ۱۹۰۸ استفاده شد. سرانجام، در ۲۴ نوامبر ۱۹۱۱، فرمان هفتگی دریاسالاری شماره ۳۵۱ مقرر کرد که «همه رزمناوهای «اینوینسیبل» و انواع بعدی در آینده به‌عنوان «رزمناوهای جنگی» توصیف و طبقه‌بندی می‌شوند تا از رزمناوهای زرهی قبلی متمایز شوند.»
همراه با سؤالات دربارهٔ نامگذاری کشتی‌های جدید، عدم اطمینان دربارهٔ نقش واقعی آنها به‌دلیل عدم حفاظت آنها وجود داشت. اگر آنها در درجه اول به عنوان پیشاهنگ برای ناوگان جنگی و شکارچی قاتل رزمناوهای دشمن و مهاجمان به تجارت عمل می‌کردند، آنگاه زره کمربند هفت اینچی آنها کافی بود. از سوی دیگر، اگر انتظار می‌رفت که یک خط جنگی از دریدنوت‌ها را با توپ‌های سنگین خود تقویت کنند، بدنه آنها نازک‌تر از آن بود که از توپ‌های سنگین دشمن در امان باشند. اینوینسیبل‌ها اساساً رزمناوهای زرهی سریع، بسیار بزرگ، به‌شدت مسلح بودند. با این حال، قابلیت رزمناو زرهی از قبل مورد تردید بود. یک رزمناو که می‌توانست با ناوگان کار کند ممکن بود گزینه مناسب‌تری برای تصدی این نقش باشد.
به‌خاطر اندازه و تسلیحات اینوینسیبل‌ها، مقامات دریایی آنها را تقریباً از همان ابتدا کشتی‌های پایگاه می‌دانستند - فرضی که ممکن بود اجتناب‌ناپذیر باشد. پیچیدگی بیشتر این بود که بسیاری از مقامات دریایی، از جمله لرد فیشر، ارزیابی‌های بیش از حد خوش‌بینانه‌ای از نبرد تسوشیما در سال ۱۹۰۵ دربارهٔ بقاپذیری رزمناو زرهی، به‌دلیل سرعت برتر آنها، در خط نبرد علیه کشتی‌های پایگاه دشمن کرده بودند. این فرضیات بدون در نظر گرفتن ناکارامدی و ناتوانی تاکتیکی ناوگان بالتیک روسیه مطرح شده بود. تا زمانی که اصطلاح «رزمناو جنگی» به اینوینسیبل‌ها داده شد، برابری آنها با نبردناوها در ذهن بسیاری از مردم تثبیت شده بود.
همه آنقدر قانع نشدند. برای مثال، سالنامه نیروی دریایی براسی بیان کرد که با کشتی‌هایی به بزرگی و گرانی اینوینسیبل‌ها، یک دریاسالار «مطمئناً آنها را در خط نبرد قرار می‌دهد، جایی که حفاظت نسبتاً سبک آنها یک عیب و سرعت بالای آنها بی‌ارزش خواهد بود.» طرفداران رزمناو جنگی با اشاره به دو نکته مخالفت کردند - اول، از آنجا که همه کشتی‌های پایگاه در برابر سلاح‌های جدیدی مانند اژدر آسیب‌پذیر بودند، زره‌ها بخشی از اعتبار خود را از دست داده بودند. و دوم، به دلیل سرعت بیشتر، رزمناو جنگی می‌توانست بردی را که در آن با دشمن درگیر می‌شد، کنترل کند.

## رزم‌ناوهای نبرد در رقابت تسلیحاتی دریدنوت
از به آب انداختن اینوینسیبل‌ها تا اندکی پس از آغاز جنگ جهانی اول، رزمناو جنگی نقش کوچکی در رقابت تسلیحاتی در حال توسعه ایفا کرد، زیرا آن‌گونه که فیشر احتمالاً می‌خواست، هرگز کاملاً به‌عنوان سلاح کلیدی در نیروی نظامی بریتانیا استفاده نشد. بزرگ‌ترین عامل برای این عدم پذیرش، تغییر محسوس در شرایط استراتژیک بریتانیا از زمان آغاز طراحی تا آب‌اندازی اولین کشتی‌ها بود. دشمن بالقوه بریتانیا از اتحاد فرانسه-روسیه با رزمناوهای زرهی فراوان به آلمان در حال ظهور و جنگ‌طلب تغییر کرده بود. از نظر سیاسی، بریتانیا در سال ۱۹۰۴ وارد توافق قلبی و اتحاد با روسیه شده بود. نه فرانسه و نه روسیه تهدید دریایی خاصی را ایجاد نکردند. نیروی دریایی روسیه تا حد زیادی در جنگ روسیه و ژاپن ۱۹۰۴–۱۹۰۵ غرق یا توقیف شده بود، در حالی که فرانسوی‌ها عجله‌ای برای ساخت طرح جدید در نوع دریدنوت نداشتند. بریتانیا همچنین روابط بسیار صمیمانه‌ای با دو قدرت دریایی مهم جدید داشت: ژاپن (با اتحاد انگلیس و ژاپن که در ۱۹۰۲ امضا شد و در ۱۹۰۵ تمدید شد) و آمریکا. این‌ها شرایط استراتژیک را تغییر داد و موفقیت بزرگ دریدنوت تضمین این شد که به جای اینوینسیبل به نوع جدید کشتی پایگاه تبدیل شود. با این وجود، ساخت رزمناوهای جنگی نقشی در رقابت تسلیحات دریایی تازه‌ای که توسط دریدنوت آغاز شد، ایفا کرد.

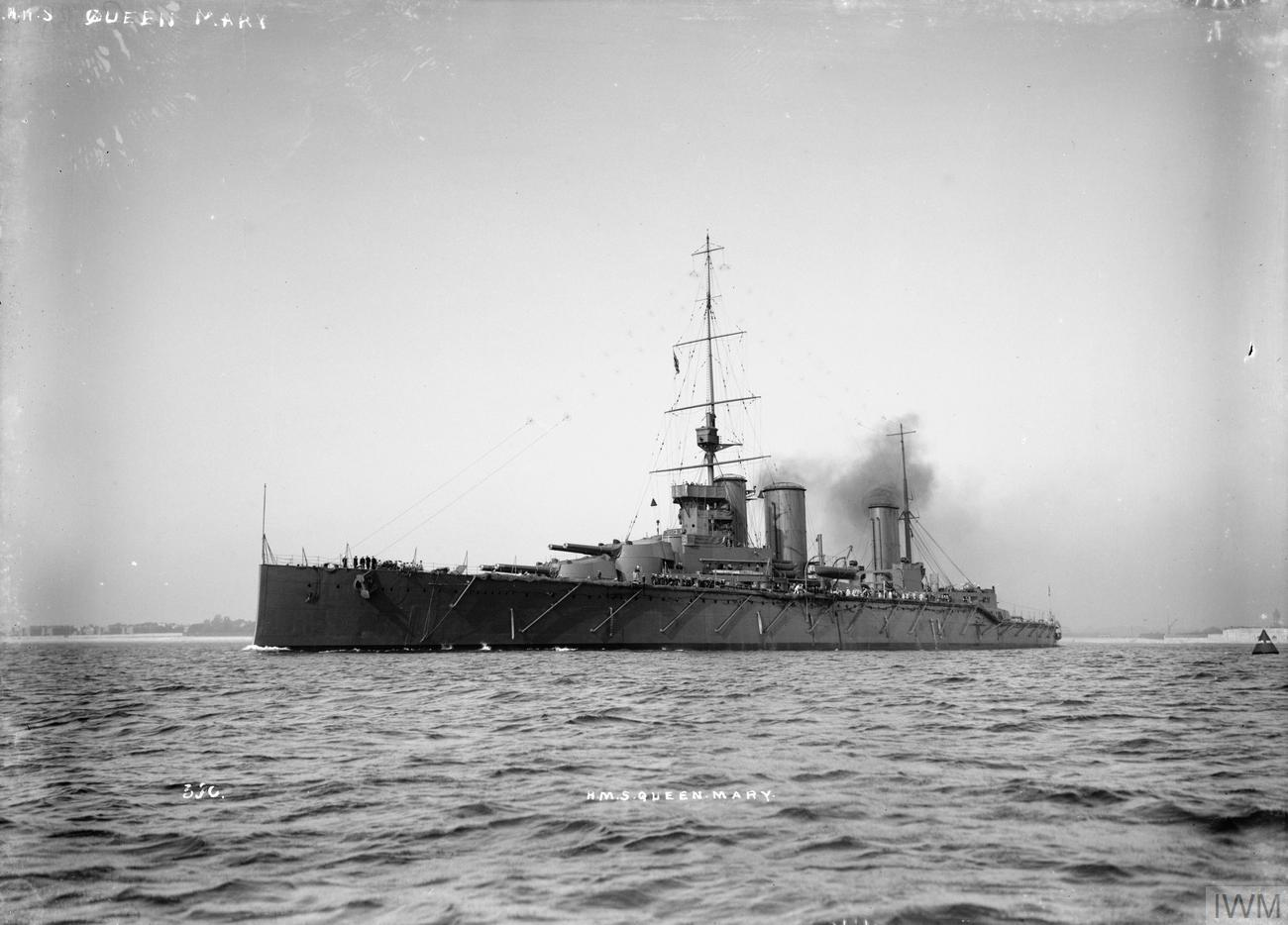
اچ‌ام‌اس کوئین مری، آخرین رزمناو جنگی ساخته‌شده قبل از جنگ جهانی اول

در چند سال اول خدمت، اینوینسیبل‌ چشم‌انداز فیشر را کاملاً برآورده کردند؛ می‌توانست هر کشتی را غرق کند، با سرعت کافی آن را بگیرد و از هر کشتی دشمن که قادر به غرق کردن آن بود، فرار کند. یک اینوینسیبل‌ همچنین، در بسیاری از شرایط، از عهدهٔ یک نبردناو پیشا-دریدنوت برمی‌آمد. محافل نیروی دریایی موافق بودند که منطقا رزمناو زرهی در آن زمان توسعه بیشتر نیاز نداشت و اینوینسیبل‌ها آنقدر از هر رزمناو زرهی دشمن در قدرت آتش و سرعت جلوتر بودند که توجیه ساخت رزمناوهای بیشتر یا بزرگتر دشوار بود. این پیشتازی با غافلگیری رقبا پس از آشکار شدن ساخت پنهانی دریدنوت و اینوینسیبل‌ها، برجسته‌تر شد. این امر باعث شد که بیشتر نیروی دریایی دیگر طرح‌های توسعه خود را به تعویق بیندازند و آنها را به‌طور اساسی اصلاح کنند. این، به‌ویژه دربارهٔ رزمناوها صادق بود، زیرا جزئیات کلاس اینوینسیبل‌ برای مدت بیشتری مخفی نگه داشته شد. برای نمونه آخرین رزمناو زرهی آلمانی، بلاچر، تنها به توپ ۲۱-سانتیمتر (۸٫۳-اینچ) مسلح شده بود که با رزمناوهای جنگی جدید همخوانی نداشت.
برتری اولیه نیروی دریایی بریتانیا در کشتی‌های پایگاه منجر به رد شدن طرح ۱۹۰۵–۱۹۰۶ شد که اساساً مفاهیم رزمناو و نبردناو را در نهایت به یک نبردناو سریع تبدیل می‌کرد. طرح «اکس۴» همه زره و تسلیحات دریدنوت را با سرعت ۲۵ گره اینوینسیبل ترکیب می‌کرد. هزینه اضافی با توجه به پیشتازی موجود بریتانیا و نیاز دولت جدید لیبرال به اقتصاد توجیه‌پذیر نبود. در عوض بلروفون که کندتر و ارزان‌تر و کپی نسبتاً نزدیک دریدنوت بود، استفاده شد. مفهوم اکس۴ در نهایت در کلاس کوئین الیزابت و دیگر نیروهای دریایی کامل شد.
ساخت رزمناوهای جنگی بعدی بریتانیا شامل سه رزم‌ناو کلاس ایندفتیگبل، اینوینسیبل‌های‌ کمی بهبود یافته بود که اساساً با همان مشخصات ساخته شدند که تا حدی به‌دلیل فشار سیاسی برای کاهش هزینه‌ها و تا حدی به دلیل پنهان‌کاری در ساخت رزمناوهای جنگی آلمان، به‌ویژه دربارهٔ زره سنگین اس‌ام‌اس فون در تان بود. این کلاس به‌طور گسترده یک اشتباه تلقی شد و نسل بعدی رزمناوهای جنگی بریتانیا به‌طور چشمگیری قدرتمندتر بودند. در سال‌های ۱۹۰۹–۱۹۱۰، احساس وجود بحران دربارهٔ رقابت با آلمان بر کاهش هزینه‌ها غلبه کرد و وحشت دریایی منجر به تأیید مجموع هشت کشتی پایگاه در سال‌های ۱۹۰۹–۱۹۱۰ شد. فیشر تلاش کرد تا هر هشت کشتی رزمناو جنگی باشند، اما چنین نشد و او مجبور شد به شش نبردناو و دو رزمناو جنگی کلاس لیون بسنده کند. لیون‌ها هشت توپ ۱۳٫۵ اینچی را حمل می‌کردند که همزمان کالیبر استاندارد نبردناوهای بریتانیایی «سوپر-دریدنوت» بود. سرعت به ۲۷ گره (۵۰ کیلومتر بر ساعت؛ ۳۱ مایل بر ساعت) می‌رسید و حفاظت زرهی، اگرچه به‌خوبی طراحی‌های آلمانی نبود، بهتر از رزمناوهای جنگی قبلی بریتانیا بود با نه-اینچ (۲۳۰-میلیمتر) کمربند زرهی و سکوهای توپ. دو لیون با ناو بسیار مشابه کوئین مری دنبال شدند.

اس‌ام‌اس زایدلیتس

تا سال ۱۹۱۱ آلمان رزمناوهای جنگی خود را ساخته بود و برتری ناوهای بریتانیایی دیگر قابل اطمینان نبود. افزون بر این، نیروی دریایی آلمان با نظر فیشر دربارهٔ رزمناو جنگی موافق نبود. برخلاف تمرکز بریتانیا بر افزایش سرعت و قدرت آتش، آلمان به تدریج زره و توان ماندگاری ناوهای خود را بهبود بخشید تا از رزمناوهای جنگی بریتانیا بهتر شوند. فون در تان، که از سال ۱۹۰۸ تا ۱۹۱۰ تکمیل شد، هشت توپ ۱۱٫۱ اینچی را حمل کرد، اما با ۱۱٫۱ اینچ (۲۸۳) میلی‌متر) زره، حفاظتی به مراتب بهتر از اینوینسیبل‌ داشت. دو ناو مولتکه کاملاً مشابه بودند اما ده توپ ۱۱٫۱ اینچی را با طراحی ارتقایافته حمل می‌کردند. زایدلیتس که در سال ۱۹۰۹ طراحی شد و در سال ۱۹۱۳ به پایان رسید، یک مولتکه اصلاح شده بود. سرعت آن با یک گره افزایش به ۲۶٫۵ گره (۴۹٫۱ کیلومتر بر ساعت؛ ۳۰٫۵ مایل بر ساعت) رسید، در حالی که زره آن با حداکثر ضخامت ۱۲ اینچ معادل نبردناو کلاس هلگولند چند سال قبل بود. زایدلیتس آخرین رزمناو جنگی آلمان بود که قبل از جنگ جهانی اول تکمیل شد.
گام بعدی در طراحی رزمناو جنگی در ژاپن بود. نیروی دریایی امپراتوری ژاپن از سال ۱۹۰۹ برای ناوهای کلاس کنگو برنامه‌ریزی می‌کرد و مصمم بود، از آنجا که اقتصاد ژاپن می‌توانست کشتی‌های نسبتاً کمی را تأمین کند، هر کدام، از رقبای احتمالی خود قدرتمندتر بودند. در ابتدا کلاسی شبیه اینوینسیبل‌ برنامه‌ریزی شده بود. با آگاهی از برنامه‌های بریتانیا برای لیون و احتمال مسلح شدن نبردناوهای جدید نیروی دریایی آمریکا به توپ‌های ۱۴-اینچ (۳۶۰-میلیمتر)، ژاپنی‌ها تصمیم گرفتند در برنامه‌های خود به‌طور اساسی بازنگری کنند و بهتر پیش بروند. طرح جدیدی طراحی شد که مجهز به هشت توپ ۱۴ اینچی و سرعت ۲۷٫۵ گره (۵۰٫۹ کیلومتر بر ساعت؛ ۳۱٫۶ مایل بر ساعت) بود؛ بنابراین در سرعت و قدرت آتش اندکی نسبت به لیون‌ها برتری داشت. توپ‌های سنگین نیز موقعیت بهتری داشتند و بدون برجک وسط کشتی هم در جلو و هم از عقب شلیک می‌کردند. طرح زره نیز نسبت به لیون، با ۹ اینچ زره بر روی برجک‌ها و ۸ اینچ (۲۰۳ میلیمتر) روی سکوهای توپ اندکی بهبود یافته بود. اولین کشتی این کلاس در بریتانیا و سه کشتی دیگر در ژاپن ساخته شدند. ژاپنی‌ها همچنین رزمناوهای زرهی قدرتمند خود را از کلاس‌های تسوکوبا و ایبوکی مجهز به چهار توپ ۱۲ اینچی به عنوان رزمناوهای جنگی طبقه‌بندی کردند. با این وجود، تسلیحات آنها ضعیف تر و سرعت آنها کندتر از رزمناوهای جنگی دیگر بود.

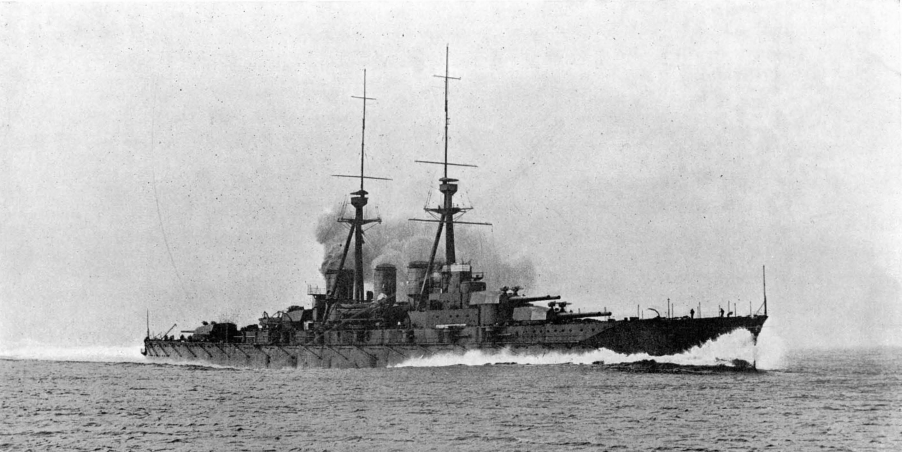
کنگو

رزمناو جنگی بعدی بریتانیا، تایگر، در ابتدا به عنوان چهارمین کشتی در کلاس لیون در نظر گرفته شد، اما به‌طور قابل توجهی بازطراحی شد. این ناو ۸ توپ ۱۳٫۵ اینچی را حفظ کرد، اما آنها مانند توپ‌های کنگو برای میدان‌های آتش بهتر جابه‌جا شدند. این ناو سریعتر بود (۲۹ گره (۵۴ کیلومتر بر ساعت؛ ۳۳ مایل بر ساعت) در آزمایش‌های دریایی)، و یک سلاح ثانویه سنگین‌تر حمل می‌کرد. تایگر همچنین در مجموع زره سنگین‌تری داشت؛ در حالی که حداکثر ضخامت زره همچنان ۹ اینچ بود، ارتفاع زره اصلی کمربند افزایش یافت. با این حال، همه ارتقاهای مورد نظر برای این کشتی تأیید نشدند. طراح آن، سر یوستیس تنیسون دِ اینکور، دیگ‌های بخار لوله‌آبی با سوراخ کوچک و توربین‌های دنده‌ای می‌خواست تا به سرعت ۳۲ گره (۵۹ کیلومتر بر ساعت؛ ۳۷ مایل بر ساعت) برسد، اما هیچ حمایتی از سوی مقامات دریافت نکرد و سازندگان موتور درخواست او را رد کردند.
در سال ۱۹۱۲ کار بر روی سه رزمناو جنگی آلمانی دیگر از کلاس درفلینگر، اولین رزمناوهای جنگی آلمانی مجهز به توپ‌های ۱۲ اینچی، آغاز شد. این ناوها، مانند تایگر و کنگو، توپ‌هایی بر برجک‌های ویژه‌ای داشتنند تا کارایی بیشتری داشته باشند. زره و سرعت آنها نیز مشابه کلاس قبلی زایدلیتس بود. در سال ۱۹۱۳، امپراتوری روسیه همچنین ساخت چهار کشتی کلاس برودینو را برای خدمت در دریای بالتیک آغاز کرد. این ناوها برای حمل دوازده تفنگ ۱۴ اینچی، زره تا ضخامت ۱۲ اینچ و سرعت ۲۶٫۶ گره (۴۹٫۳ کیلومتر بر ساعت؛ ۳۰٫۶ مایل بر ساعت) طراحی شده بودند. زره سنگین و سرعت نسبتاً پایین این ناوها باعث شد که آنها بیشتر به طراحی‌های آلمانی شبیه باشند تا انگلیسی. ساخت برودینو در جنگ جهانی اول متوقف شد و همه آنها پس از پایان جنگ داخلی روسیه از بین رفتند.

## جنگ جهانی اول

### ساخت‌وساز
در طول جنگ ساخت کشتی پایگاه بسیار محدود بود. آلمان کلاس درفلینگر را به پایان رساند و کار روی کلاس مکنسن را آغاز کرد. مکنسن ارتقایی از کلاس درفلینگر بود؛ با توپ‌های ۱۳٫۸ اینچی و طرح زره تقریباً مشابه که برای ۲۸ گره (۵۲ کیلومتر بر ساعت؛ ۳۲ مایل بر ساعت) سرعت طراحی شده بود.
در بریتانیا، جکی فیشر در اکتبر ۱۹۱۴ به جایگاه لرد نخست دریا برگشت. اشتیاق او به کشتی‌های بزرگ و سریع کم نشده بود. او طراحان را بر آن داشت تا طرحی برای یک رزمناو جنگی با توپ‌های ۱۵ اینچی آماده کنند. از آنجایی که فیشر انتظار داشت که رزمناو جنگی بعدی آلمانی به سرعت ۲۸ گره دریایی برسد، می‌خواست طرح جدید بریتانیا به ۳۲ گره دریایی برسد. او قصد داشت دو نبردناو کلاس ریونج را دوباره سفارش دهد، که تأیید شده بودند اما هنوز با طراحی جدید تعیین سفارش داده نشده بودند. فیشر سرانجام در ۲۸ دسامبر ۱۹۱۴ تاییدیه این طرح را گرفت و آنها به کلاس رنون تبدیل شدند. با شش توپ ۱۵ اینچی و فقط ۶ اینچ زره، آنها یک گام فراتر از تایگر در قدرت آتش و سرعت بودند، اما در سطح حفاظت شبیه اولین رزمناوهای جنگی بریتانیا بودند.
در همان زمان، فیشر برای به دست آوردن سه کشتی سریع و زرهی سبک دیگر به استفاده از چندین برجک توپ ۱۵-اینچ (۳۸۱-میلیمتر) باقی‌مانده از ساخت نبردناوها در ساخت کشتی‌های جدید متوسل شد. این ناوها اساساً رزمناوهای جنگی سبک بودند و فیشر گهگاه آنها را همین‌طور می‌نامید، اما به‌طور رسمی به‌عنوان رزمناوهای سَبُکِ بزرگ طبقه‌بندی می‌شدند. این نامگذاری غیرمعمول ضروری بود؛ زیرا ساخت کشتی‌های پایگاه جدید به حالت تعلیق درآمده بود، در حالی که هیچ محدودیتی برای ساخت رزمناوهای سبک وجود نداشت. آنها کوریجوس، گلوریوس و فوریوس شدند و عدم تعادل عجیبی بین توپ اصلی ۱۵ اینچ (یا ۱۸ اینچ (۴۵۷ میلیمتر) در فوریوس) و زره آنها بود که با سه اینچ (۷۶ میلیمتر) ضخامت در مقیاس رزمناو سبک بود. این طراحی به‌طور کلی یک شکست در نظر گرفته شد اگرچه بعداً تبدیل آنها به ناو هواپیمابر بسیار موفقیت‌آمیز بود. فیشر همچنین دربارهٔ یک رزمناو جدید اما سبک که توپ ۲۰-اینچ (۵۰۸-میلیمتر) حمل می‌کرد، سخن گفت و آن را اچ‌ام‌اس اینکمپارابل نامید که هرگز از مرحله طراحی فراتر نرفت.
اغلب تصور می‌شود که کلاس‌های رنون و کوریجوس برای برنامه فیشر برای فرود سربازان (احتمالا روسی) در سواحل بالتیک آلمان طراحی شده‌اند. به‌طور خاص، آنها با آبخور کاهش‌یافته طراحی شدند که ممکن بود در سطح کم‌عمق بالتیک مهم باشد. این شواهد واضحی نیست که این ناوها برای دریای بالتیک طراحی شدند، اما تصور می‌شد که کشتی‌های قبلی آبخور زیادی داشتند و ارتفاع آزاد آنها در شرایط عملیاتی کافی نبود. رابرتز می‌گوید که تمرکز بر دریای بالتیک احتمالاً در زمان طراحی کشتی‌ها مهم نبود، اما بعد از کمپین فاجعه‌های کمپین داردانل، اهمیت یافت.
آخرین طراحی رزمناو جنگی بریتانیا در این جنگ، کلاس آدمیرال بود که از نیاز به نسخه بهبودیافته نبردناو کوئین الیزابت متولد شد. این پروژه در پایان سال ۱۹۱۵، پس از خروج نهایی فیشر از دریاسالاری آغاز شد. در ابتدا به‌عنوان نبردناو در نظر گرفته می‌شد، اما افسران ارشد دریایی احساس می‌کردند که بریتانیا به اندازه کافی نبردناو دارد، اما ممکن است برای مبارزه با کشتی‌های آلمانی در حال ساخت به رزمناوهای جنگی جدید نیاز باشد (بریتانیا پیشرفت آلمان در کلاس مکنسن و همچنین توانایی‌های احتمالی آنها را بیش از حد برآورد کردند). برای طراحی رزمناو جنگی با هشت توپ ۱۵ اینچی، ۸ اینچ زره و سرعت ۳۲ گره تصمیم‌گیری شد. تجربه رزمناوهای جنگی در نبرد یوتلاند باعث شد که این طرح به‌طور اساسی اصلاح شود و دوباره به یک نبردناو سریع با زره تا ضخامت ۱۲ اینچ تبدیل شود، اما همچنان به ۳۱٫۵ گره (۵۸٫۳ کیلومتر بر ساعت؛ ۳۶٫۲ مایل بر ساعت) می‌رسید. اولین ناو در این کلاس، هود، با همین طرح ساخته شد تا با تکمیل احتمالی هر یک از ناوهای کلاس مکنسن مقابله کند. طرح‌های سه ناو خواهرش که پیشرفت کمی داشتند، بعداً در سال ۱۹۱۶ و در سال ۱۹۱۷ برای بهبود حفاظت بار دیگر بازنگری شد.
کلاس آدمیرال تنها کشتی‌های بریتانیایی بودند که می‌توانستند از پس کلاس مکنسن آلمان بربیایند. به هر حال، کشتی‌سازی در آلمان به دلیل جنگ به شدت کند شد؛ در حالی که دو کشتی مکنسن به آب انداخته شد، هیچ‌کدام تکمیل نشد. آلمانی‌ها همچنین برای مدت کوتاهی روی سه کشتی دیگر از کلاس ارزارتز یورک کار کردند که نسخه اصلاح‌شده مکنسن با توپ‌های ۱۵ اینچی بودند. کار روی سه آدمیرال دیگر در مارس ۱۹۱۷ به حالت تعلیق درآمد تا امکان ساخت اسکورت‌ها و کشتی‌های تجاری بیشتری برای مقابله با تهدید جدید او-بوت‌ها برای تجارت فراهم شود. آنها سرانجام در فوریه ۱۹۱۹ لغو شدند.

### عملیات
اولین مشارکت رزمناوهای جنگی در طول جنگ جهانی اول، در نبرد خلیج هلیگولند در اوت ۱۹۱۴ بود. گروهی از رزمناوهای سبک و ناوشکن‌های بریتانیایی وارد خلیج هلیگولند (نزدیک‌ترین قسمت دریای شمال به هامبورگ) شدند تا به ناوشکن‌های گشت آلمانی حمله کنند. هنگامی که با رزمناوهای سبک، دشمن را دیدند، دریاسالار دیوید بیتی ناوگروه پنج فروندی رزمناو جنگی خود را وارد خلیج کرد و جریان نبرد را تغییر داد؛ در نهایت سه رزمناو سبک آلمانی غرق شدند و فرمانده آنها، دریابان لیبرخت ماس، کشته شد.

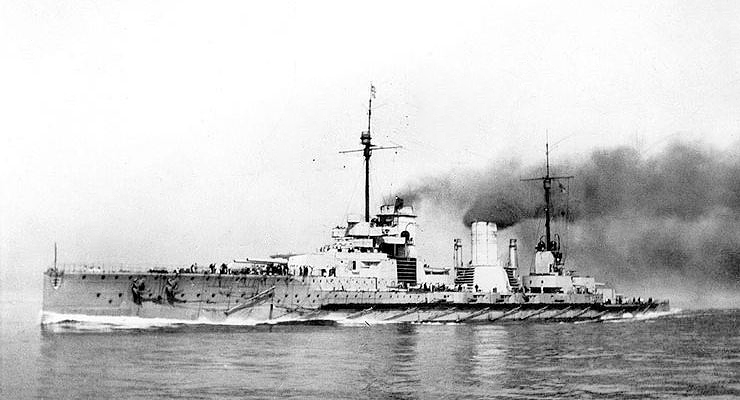
زایدلیتس در نبرد کرانهٔ داگر به‌شدت آسیب دید

رزمناو جنگی آلمانی گوبن احتمالاً بیشترین تأثیر را در اوایل جنگ داشت. گوبن و رزمناو سبک اسکورت برسلاو در دریای مدیترانه مستقر بودند؛ در آغاز جنگ از کشتی‌های انگلیسی و فرانسوی گریختند و در تعقیب‌وگریز با دو رزمناو جنگی بریتانیا به سمت قسطنطنیه (استانبول) حرکت کردند. هر دو کشتی به نیروی دریایی عثمانی تحویل داده شدند و همین در وارد کردن امپراتوری عثمانی به جنگ به‌عنوان یکی از قدرت‌های مرکز مؤثر بود. نام گوبن به یاووز سلطان سلیم تغییر کرد؛ در درگیری‌ها علیه نیروی دریایی امپراتوری روسیه در دریای سیاه شرکت کرد و پس از نبرد ایمبروس علیه نیروهای بریتانیا در دریای اژه در ژانویه ۱۹۱۸ از عملیات در جنگ کنار گذاشته شد.
کارکرد اصلی رزمناو در دسامبر ۱۹۱۴ در نبرد جزایر فالکلند موفق ظاهر شد. رزمناوهای جنگی بریتانیایی اینفلکسیبل و اینوینسیبل همان کاری را انجام دادند که برای آن در نظر گرفته بودند؛ ناوگروه شرق آسیای آلمان را با محوریت رزمناوهای زرهی شارنهورست و نسنائو، همراه با سه رزمناو سبک به فرماندهی دریابد ماکسیمیلیان فون اشپی، نابود کردند. قبل از نبرد، رزمناو جنگی استرالیاییِ استرالیا در اقیانوس اطلس جنوبی، در جستجوی ناوهای آلمانی در اقیانوس آرام ناموفق بود.

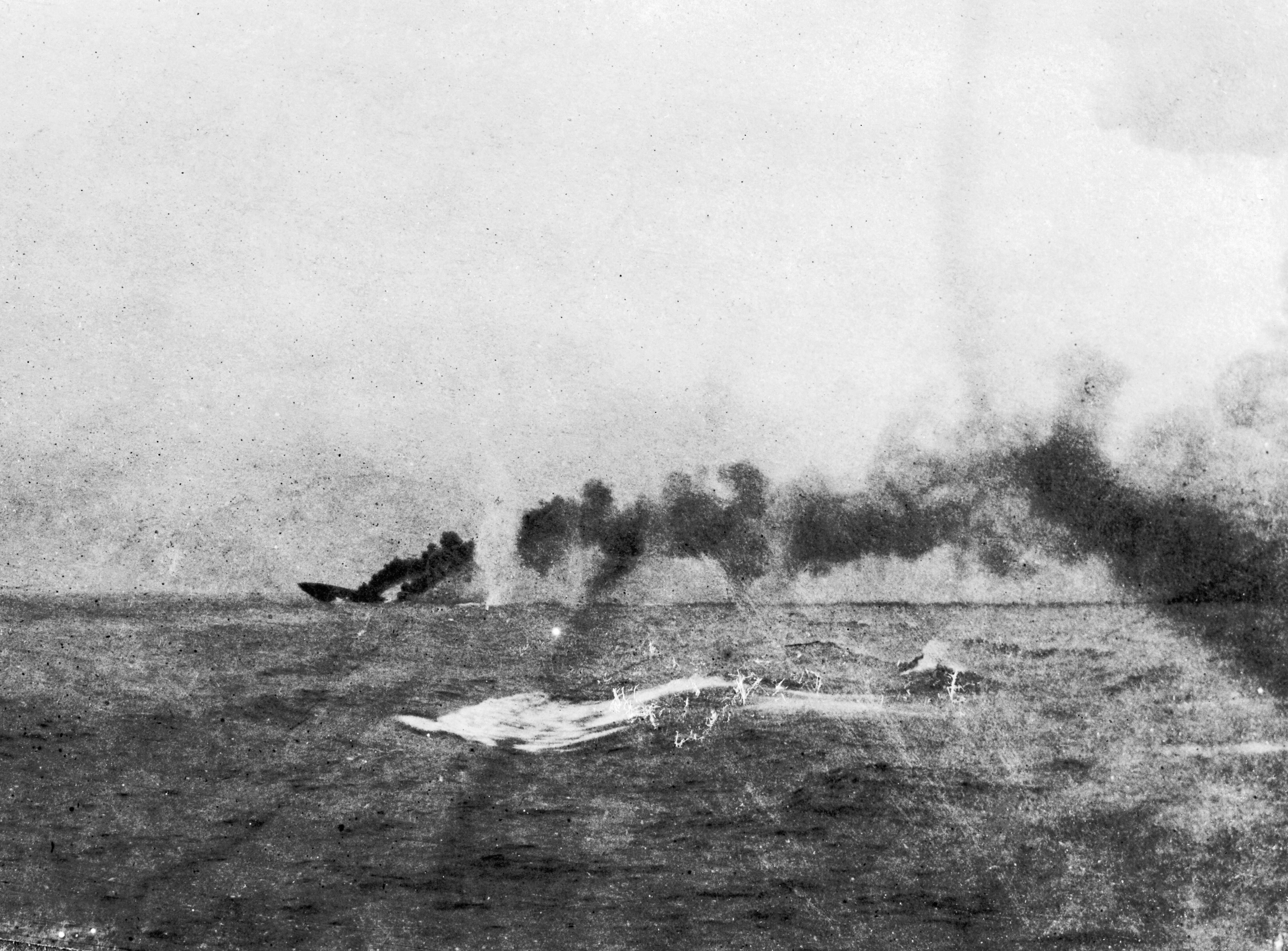
غرق شدن ایندفیتیگبل در نبرد یوتلاند

در طول نبرد کرانهٔ داگر در سال ۱۹۱۵، سکوی توپ عقبی ناو سرفرماندهی آلمان، زایدلیتس، با یک گلوله ۱۳٫۵ اینچی از ناو بریتانیایی اچ‌ام‌اس لیون مورد اصابت قرار گرفت. گلوله به درون سکوی توپ نفوذ نکرد، اما باعث جدا شدن بخشی از زره آن شد که به شعله انفجار گلوله اجازه ورود به سکوی توپ را داد. مواد منفجره در حال انتقال به بالا مشتعل شدند و آتش به‌سرعت به درون برجک و در پایین به سمت خشاب سرایت کرد و باعث آتش گرفتن موادی شد که از محفظه‌های برنجی خارج شده بودند. خدمه توپ سعی کردند به برجک بعدی فرار کنند که باعث سرایت شعله به آن برجک نیز شد و خدمه هر دو برجک کشته شدند. زایدلیتس تنها به‌لطف آبگیری اضطراری خشاب عقب که توسط ویلهلم هایدکمپ انجام شده بود، از نابودی تقریباً حتمی نجات یافت. این فاجعه بالقوه به دلیل نحوهٔ جابجایی مهمات بود و در نبردناوها و رزمناوهای جنگی آلمانی و بریتانیایی مشترک بود، اما محافظت سبک‌تر در رزمناوهای جنگی، آنها را در برابر نفوذ به برجک یا سکوی توپ آسیب‌پذیرتر کرد. آلمانی‌ها با بررسی زایدلیتس آسیب‌دیده، اقداماتی را برای به حداقل رساندن احتمال اشتعال مهمات در حین جابجایی اتخاذ کردند.
جدای از مشکل جابجایی و نگهداری کوردایت (نوعی ماده منفجره)، نبرد در نهایت بدون نتیجه قطعی ماند، اگرچه هر دو ناو فرماندهی لیون بریتانیایی و زایدلیتس آلمانی به شدت آسیب دیدند. لیون سرعت خود را از دست داد و باعث شد که او از بقیه خط نبرد عقب بماند و بیتی نتوانست به‌طور مؤثر کشتی‌های خود را در ادامهٔ درگیری فرماندهی کند. یک اشتباه در ارسال سیگنال از سوی بریتانیا به رزمناوهای جنگی آلمانی اجازه داد عقب‌نشینی کنند، زیرا اکثر ناوگروه بیتی به اشتباه روی رزمناو زرهی آسیب‌دیدهٔ بلاچر متمرکز شدند و آن را با تلفات جانی زیادی غرق کردند. بریتانیایی‌ها علت عدم کسب پیروزی قاطع را به گردن عملکرد ضعیف توپخانه می‌اندازند و تلاش کردند با انباشتن گلوله‌های کوردایت محافظت‌نشده در بالابرهای مهمات و سکوهای توپ خود، سرعت شلیک خود را افزایش دهند.
در نبرد یوتلاند در ۳۱ مه ۱۹۱۶، از هر دو طرف رزمناوهای جنگی به‌عنوان واحدهای ناوگان به کار گرفته شدند. رزمناوهای جنگی انگلیسی ابتدا با همتایان آلمانی خود، رزمناوهای جنگی، درگیر شدند و سپس با نبردناوهای آلمانی قبل از ورود نبردناوهای «ناوگان بزرگ بریتانیا» درگیر شدند. نتیجه برای ناوگروه‌های رزمناو جنگی بریتانیا فاجعه‌بار بود: اینوینسیبل، کوئین مری و ایندفیتیگبل با از دست دادن همهٔ خدمه به‌جز تعدادی انگشت‌شمار منفجر شدند. دلیل دقیق منفجر شدن خشاب‌های کشتی‌ها مشخص نیست، اما بدون شک انبوهی از مواد منفجره کوردایت که در تلاش برای افزایش سرعت آتش بدون حفاظ در برجک‌ها، بالابرهای مهمات و محفظه‌های عملیاتی انباشته شده بودند، در نابودی آنها نقش داشته است. لیون ناو فرماندهی بیتی، فقط به‌لطف اقدامات قهرمانانه سرگرد فرانسیس هاروی، نجات یافت.
رزمناوهای آلمانی با زره بهتر عملکرد بهتری داشتند که تا حدی به دلیل عملکرد ضعیف چاشنی‌های گلوله‌های بریتانیایی بود (گلوله‌های بریتانیا در برخورد با زره آلمانی بیشتر منفجر یا تکه‌تکه می‌شدند). برای مثال، لوتسو - تنها رزمناو جنگی آلمانی که در یوتلاند از دست رفت - تنها ۱۲۸ کشته داشت، با وجود این‌که بیش از ۳۰ گلوله به آن اصابت کرده بود. دیگر رزمناوهای جنگی آلمان، مولتکه، فون در تان، زایدلیتس، و درفلینگر، همگی به شدت آسیب دیدند و پس از نبرد به تعمیرات گسترده نیاز داشتند؛ زایدلیتس که در بیشتر مدت نبرد هدف اصلی آتش بریتانیا بود، به سختی به خانه برگشت.

## دوره میان‌جنگ
در اولین سال‌های پس از جنگ جهانی اول، بریتانیا، ژاپن و آمریکا کار طراحی نسل جدید نبردناوها و رزمناوهای جنگی قدرتمندتر را آغاز کردند. انقلاب جدید کشتی‌سازی که هر کشور می‌خواست؛ از نظر سیاسی بحث‌برانگیز و از نظر اقتصادی احتمالاً فلج‌کننده بود. از این رقابت تسلیحاتی نوظهور توسط پیمان دریایی واشینگتن در سال ۱۹۲۲ جلوگیری شد، جایی که قدرت‌های دریایی بزرگ با محدودیت‌های تعداد کشتی‌های پایگاه موافقت کردند. نیروی دریایی آلمان در مذاکرات حضور نداشت، چون تحت شرایط پیمان ورسای آلمان اصلاً اجازه نداشت که کشتی‌های پایگاه مدرن داشته باشد.
در دهه‌های ۱۹۲۰ و ۱۹۳۰، تنها بریتانیا و ژاپن رزمناوهای جنگی خود را حفظ کردند که اغلب طرح‌های اصلی آنها اصلاح و بازسازی می‌شد. تمایز بین رزمناو جنگی و نبردناو سریع مدرن مبهم شد؛ در واقع، کنگوهای ژاپنی پس از بازسازی بسیار جامع در دهه ۱۹۳۰ رسماً به‌عنوان نبردناو تغییر نام دادند.

### برنامه‌ها پس از جنگ جهانی اول
هود که در سال ۱۹۱۸ آب‌اندازی شد، آخرین رزمناو جنگی تکمیل‌شده در جنگ جهانی اول بود. با توجه به تجربه‌های یوتلاند، کشتی در طول ساخت اصلاح شد؛ ضخامت زره کمربند به‌طور متوسط ۵۰ درصد افزایش و به‌میزان چشمگیری گسترش یافت، زره سنگین‌تری برای عرشه آماده شد و محافظت از خشاب‌های آن در برابر اشتعال مهمات بهبود یافت. امید می‌رفت که این‌گونه بتواند همچون یک نبردناو «متعادل» کلاسیک در برابر خطر سلاح‌های خودش مقاومت کند. در آن زمان، هود بزرگ‌ترین کشتی تکمیل‌شده در نیروی دریایی بریتانیا بود؛ از نظر تئوری به دلیل وزن زیادش، قدرت آتش و زره نبردناو را با سرعت رزمناو جنگی ترکیب کرده بود و باعث شد برخی آن را به‌عنوان نبردناو سریع یاد کنند. با این حال، حفاظت آن به‌طور چشمگیری کمتر از نبردناوهای انگلیسی کلاس نلسون، ساخته‌شده بلافاصله پس از جنگ جهانی اول، بود.

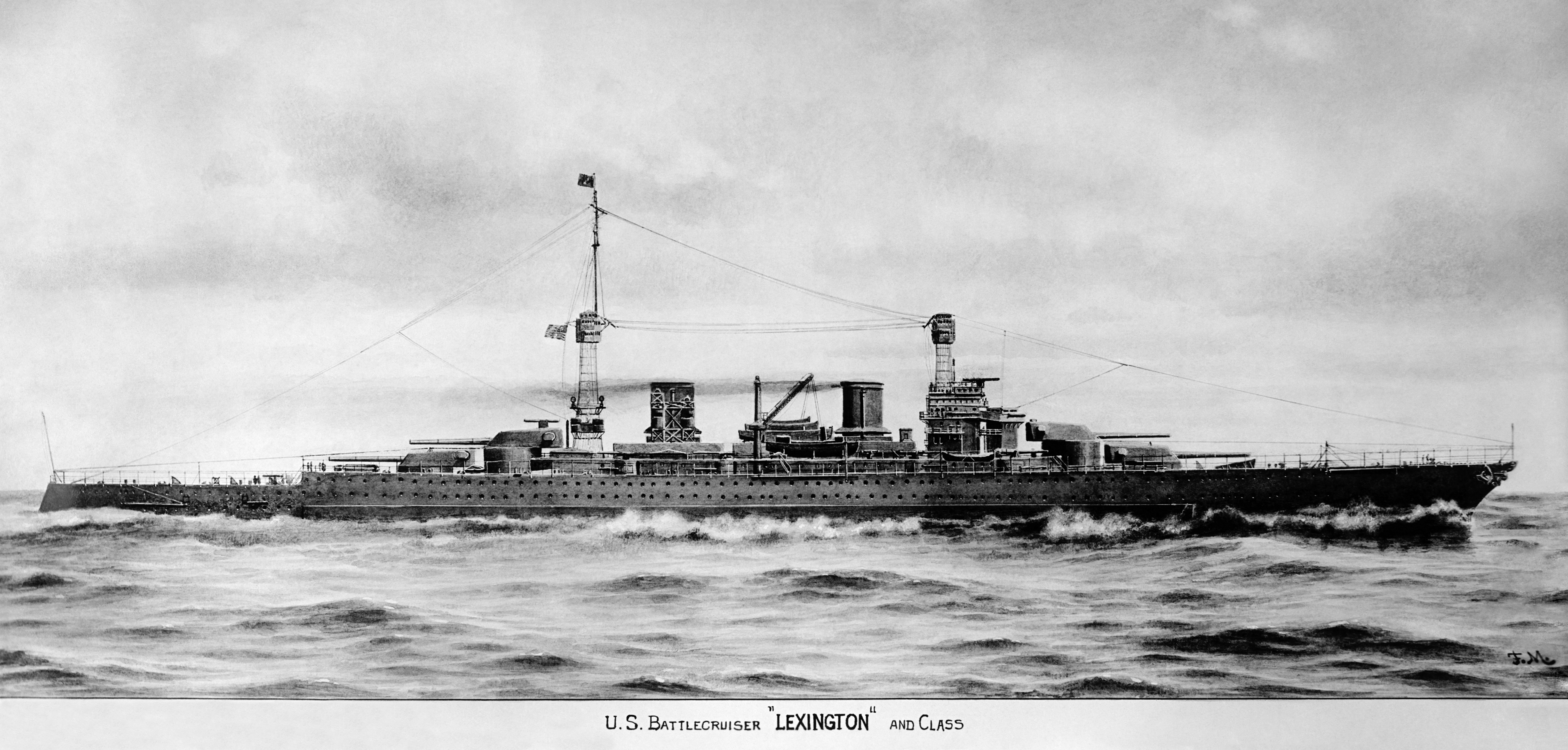
رزمناو جنگی کلاس لگزینگتون (نقاشی، حدود ۱۹۱۹)

نیروی دریایی ژاپن و آمریکا که کمتر تحت تأثیر جنگ قرار گرفته بودند، فرصت توسعه توپ‌های سنگین ۱۶ اینچ (۴۱۰ میلیمتر) برای آخرین طرح‌ها و بهبود طراحی رزمناوهای جنگی خود را به‌کمک تجربه جنگی در اروپا داشتند. نیروی دریایی ژاپن کار روی چهار رزمناو جنگی کلاس آماگی را آغاز کرد. این شناورها اندازه و قدرت بی‌سابقه‌ای داشتند؛ به‌اندازهٔ هود سریع و زره‌پوش بودند، همچنین به آتشبار اصلی ۱۰ توپ ۱۶ اینچی مجهز بودند؛ قدرتمندترین سلاحی که تا آن زمان برای رزمناو جنگی پیشنهاد شده بود. آنها در همه نقش‌ها، نبردناوهای سریع بودند، تفاوت آنها با نبردناوهای کلاس قبلی توسا فقط این بود که ۱ اینچ (۲۵ میلیمتر) زره جانبی کمتر و ٫۲۵ گره (۰٫۴۶ کیلومتر بر ساعت؛ ۰٫۲۹ مایل بر ساعت) سرعت بیشتری داشتند. پاسخ نیروی دریایی آمریکا که از سال ۱۹۱۳ روی طراحی رزمناوهای جنگی خود کار کرده بود و با دقت شاهد آخرین پیشرفت‌های این کلاس بود، کلاس لگزینگتون بود. اگر طبق برنامه تکمیل می‌شد، فراتر از انتظارات سریع و مجهز به هشت توپ ۱۶ اینچی بود، همچنین پس از ۸٬۰۰۰-تن-بزرگ (۸٬۱۰۰-تن (یکا)) افزایش حفاظت در پی نبرد یوتلاند، زرهی کمی بهتر از اینوینسیبل حمل می‌کرد. مرحله نهایی در رقابت رزمناوهای جنگی پس از جنگ با پاسخ بریتانیا به انواع آماگی و لگزینگتون انجام شد: چهار رزمناو جنگی جی۳ با ۴۸٬۰۰۰-تن-بزرگ (۴۹٬۰۰۰-تن (یکا)) وزن. اسناد نیروی دریایی بریتانیا در آن دوره اغلب هر نبردناو با سرعت بیش از ۲۴ گره (۴۴ کیلومتر در ساعت؛ ۲۸ در ساعت) را بدون توجه به مقدار زره محافظتی به‌عنوان یک رزمناو جنگی توصیف می‌کرد، اگرچه جی۳ توسط اکثر افراد به‌عنوان یک نبردناو سریع متعادل در نظر گرفته می‌شد.
پیمان دریایی واشینگتن به این معنی بود که هیچ‌یک از این طرح‌ها به نتیجه نرسید. کشتی‌هایی که شروع شده بودند یا پیش از آب‌اندازی تخریب یا به ناو هواپیمابر تبدیل شدند. در ژاپن، آماگی و آکاگی برای تبدیل انتخاب شدند. آماگی در اثر زمین‌لرزه بزرگ کانتو در سال ۱۹۲۳ به‌شدت آسیب دید و اوراق شد. به‌جای آن بدنه یکی از نبردناوهای پیشنهادی کلاس توسا، کاگا، تبدیل شد. نیروی دریایی آمریکا هم در پی پیمان واشینگتن دو بدنه رزمناو جنگی را به ناو هواپیمابر تبدیل کرد: لگزینگتون و ساراتوگا. هرچند این تبدیل نسبت به از بین بردن کامل بدنه ارجحیت کمی داشت (چهار بدنه دیگر: کانستلیشن، رنجر، کانستیتوشن و ایالات متحده از بین رفتند). در بریتانیا، «رزمناوهای سبک بزرگِ» فیشر به هواپیمابر تبدیل شدند. تبدیل فوریوس در طول جنگ تا حدی پیش رفته بود، گلوریوس و کوریجوس نیز به‌طرز مشابه تبدیل شدند.

### بازسازی‌ها

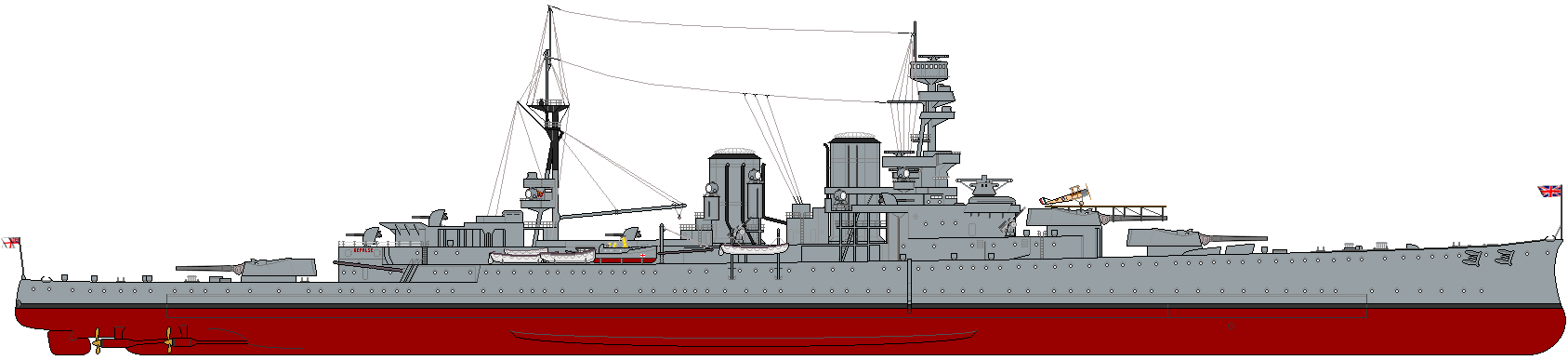
ریپالس آن‌گونه که در سال ۱۹۱۹ بود

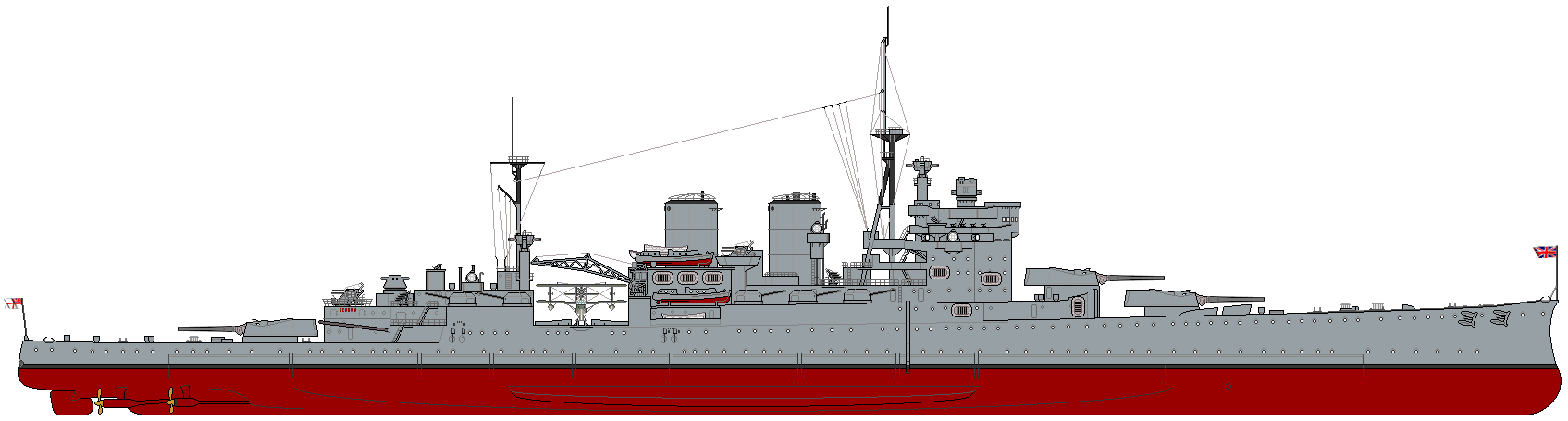
رنوین، آن‌گونه که بازسازی شد، در سال ۱۹۳۹

در مجموع، ۹ رزمناو جنگی از تأثیر پیمان دریایی واشینگتن گریختند، اگرچه اچ‌ام‌اس تایگر بعداً قربانی کنفرانس دریایی ۱۹۳۰ لندن شد و از بین رفت. سرعت بالای آن‌ها با وجود ضعف‌هایشان، آن‌ها را به واحدهای سطحی ارزشمند بدل می‌کرد، در نتیجه بیشتر این ناوها قبل از جنگ جهانی دوم به‌طور چشمگیری ارتقا یافتند. رنوین و ریپالس در دهه‌های ۱۹۲۰ و ۱۹۳۰ به‌طور قابل توجهی مدرن شدند. بین سال‌های ۱۹۳۴ و ۱۹۳۶، ریپالس تا حدی مدرن شد؛ پل آن اصلاح شد، آشیانه هواگرد، منجنیق و تجهیزات جدید توپخانه اضافه شد و تسلیحات ضدهوایی آن افزایش یافت. رنوین بین سال‌های ۱۹۳۷ و ۱۹۳۹ بازسازی کامل‌تری را پشت سر گذاشت؛ زره عرشه آن افزایش یافت، توربین‌ها و دیگ‌های بخار جدید نصب شدند، آشیانه هواگرد و منجنیق اضافه شد و افزون بر توپ‌های اصلی که ارتفاع آنها تا ۳۰+ درجه افزایش یافته بود، دوباره کاملاً مسلح شد. ساختار پل نیز برداشته شد و پل بزرگی مشابه پل نبردناوهای کلاس کینگ جرج پنجم جای آن نصب شد. در حالی که این نوع تبدیل معمولاً وزن کشتی را می‌افزاید، تناژ رنوین به‌دلیل نیروگاه بسیار سبک‌تر آن کاهش یافت. برنامهٔ مشابه بازسازی کامل ریپالس و هود با ظهور جنگ جهانی دوم لغو شد.
نیروی دریایی ژاپن که قادر به ساخت کشتی‌های جدید نبود، تصمیم گرفت که رزمناوهای جنگی موجود کلاس کنگو را (در ابتدا هارونا، کیریشیما و کنگو - هیئی فقط بعد از آن که براساس شرایط پیمان واشینگتن خلع سلاح شده بود) در دو بازسازی چشمگیر (هیئی به‌طور جداگانه) ارتقا دهد. در اولین مورد، ارتفاع توپ‌های اصلی آنها به +۴۰ درجه افزایش یافت، برآمدگی‌های ضد اژدر و ۳٬۸۰۰ تن بزرگ (۳٬۹۰۰ تن) زره افقی اضافه شد و یک دکل «پگودا» با جایگاه‌های فرماندهی اضافی ساخته شد. این امر سرعت ناوها را تا ۲۵٫۹ گره (۴۸٫۰ کیلومتر بر ساعت؛ ۲۹٫۸ مایل بر ساعت) کاست. بازسازی دوم روی سرعت متمرکز بود؛ زیرا آنها به‌عنوان اسکورت سریع برای گروه‌های ضربت ناو هواپیمابر برگزیده شده بودند. موتورهای اصلی کاملاً جدید، کاهش دیگ‌های بخار و ۲۶ فوت (۷٫۹ متر) افزایش طول بدنه به آنها اجازه داد تا بار دیگر به ۳۰ گره برسند. آنها به‌عنوان «نبردناوهای سریع» طبقه‌بندی شدند، اگرچه زره و توپ‌های آنها در مقایسه با نبردناوهای بازماندهٔ جنگ جهانی اول در نیروی دریایی آمریکا یا بریتانیا کم بود؛ با عواقب وخیم در طول جنگ اقیانوس آرام، زمانی که هیئی و کیریشیما به‌راحتی توسط آتش آمریکایی‌ها در عملیات گوادال‌کانال فلج شدند، اندکی پس از آن نابود شدند. شاید مهم‌ترین نکته فلج شدن هیئی در درگیری نزدیک شبانه با آتش کالیبر متوسط رزمناوهای سبک و سنگین بود.
دو استثنا وجود داشت: یاووز سلطان سلیم ترکیه و هود بریتانیا. نیروی دریایی ترکیه در دورهٔ میان‌جنگ تنها ارتقاهای اندکی در ناو انجام داد که عمدتاً بر تعمیر آسیب‌های زمان جنگ و نصب سامانه‌های جدید کنترل آتش و آتشبارهای ضدهوایی متمرکز بود. هود به خدمت دائمی در ناوگان مشغول بود و نمی‌شد آن را برای بازسازی گسترده خارج کرد. این ناو در طول دهه ۱۹۳۰ ارتقاهای جزئی یافت؛ از جمله سامانه‌های کنترل آتش مدرن، افزایش توپ‌های ضدهوایی و در مارس ۱۹۴۱، رادار.

### بازآرایی جنگ‌افزار دریایی
در اواخر دهه ۱۹۳۰، نیروهای دریایی دوباره ساخت کشتی‌های پایگاه را آغاز کردند، در این دوره مهاجمان به تجارت (commerce raiders) بزرگ و نبردناوهای سریع کوچک ساخته شدند که گاهی رزمناو جنگی نامیده می‌شوند. آلمان و روسیه در این دوره رزمناوهای جنگی جدیدی طراحی کردند، اما فقط روس‌ها دو فروند از کلاس ۳۵۰۰۰ تنی کرونشتات را آغاز کردند. زمانی که آلمان در سال ۱۹۴۱ به آنها حمله کرد، آن‌ها هنوز عملیاتی نبودند و ساخت به حالت تعلیق درآمد. هر دو ناو پس از جنگ اوراق شدند.
آلمان برای سه رزمناو جنگی کلاس او به‌عنوان بخشی از گسترش کریگس‌مارینه (طرح ست) برنامه ریخت. با شش توپ ۱۵ اینچی، سرعت و برد بالا، اما زره بسیار نازک، آنها به عنوان مهاجمان به تجارت در نظر گرفته شدند. تنها یکی، کمی قبل از جنگ جهانی دوم سفارش داده شد که هیچ کاری روی آن انجام نشده بود. هیچ نامی به آنها داده نشد و آنها با نام قراردادی خود "O" ," P " و "Q" شناخته می‌شدند. از کلاس جدید در کریگس‌مارینه کاملاً استقبال نشد. با حفاظت غیرطبیعی سبک در محافل خاصی از نیروی دریایی لقب تحقیرآمیز مزخرف بدون زره (Ohne Panzer Quatsch) گرفتند.

## جنگ جهانی دوم
نیروی دریایی بریتانیا در طول نبرد نروژ در آوریل ۱۹۴۰ تعدادی رزمناو جنگی مستقر کرد. گنایزناو و شارن‌هورست در طول عملیات لوفوتن با رنوین در آب‌وهوای بسیار بد درگیر شدند و پس از آسیب دیدن گنایزناو دست از درگیری کشیدند. یکی از گلوله‌های ۱۵ اینچی رنوین بدون منفجر شدن به برج کنترل-مدیر گنایزناو نفوذ کرد، کابل‌های الکتریکی و ارتباطی را قطع کرد و فاصله‌یاب‌های ۱۵۰ میلی‌متری (۵٫۹ اینچی) برجک‌های جلویی را از بین برد. با از دست دادن توان الکتریکی، کنترل آتشباری اصلی باید به عقب منتقل می‌شد. گلوله دیگری از رنوین برجک عقب گنایزناو را کوبید. گلوله‌های آلمانی دو بار به کشتی بریتانیایی اصابت کردند، اما نتوانستند آسیب چشمگیری وارد کنند. این رزمناو جنگی، تنها ناو از این نوع بود که از قبل و در حین جنگ جان سالم به در برد.
در سال‌های اول جنگ، ناوهای مختلف آلمانی تا حدی در شکار کشتی‌های تجاری در اقیانوس اطلس موفق بودند. رزمناوهای جنگی متفقین مانند رنوین و ریپالس و نبردناوهای سریع دانکرک و استراسبورگ برای عملیات شکار این ناوهای آلمانی به کار گرفته شدند. مبارزهٔ رودررو زمانی رخ داد که نبردناو بیسمارک و رزم‌ناو سنگین پرینتس اویگن برای حمله به کشتیرانی بریتانیا به‌سوی اقیانوس اطلس شمالی رفتند و در ماه مه ۱۹۴۱ در نبرد تنگه دانمارک توسط هود و نبردناو پرنس آو ولز رهگیری شدند. با انفجار خشاب بر اثر گلوله‌های ۱۵ اینچی بیسمارک، هود نابود شد و فقط سه تن زنده ماندند.
نخستین رزمناو جنگی که در جنگ اقیانوس آرام به عملیات پرداخت، ریپالس بود که هواگردهای اژدرافکن ژاپنی، آن را در شمال سنگاپور در ۱۰ دسامبر ۱۹۴۱ به‌همراه پرنس آو ولز غرق کردند. ریپالس در اولین حمله ژاپن با برخورد یک بمب ۲۵۰-کیلوگرم (۵۵۰-پوند) آسیب جزئی دید و تقریباً از دوتای دیگر گریخت. سرعت و چابکی آن باعث شد از حملات دیگر بمب‌افکن‌های سطح و ۳۳ اژدر نیز بگریزد. آخرین گروه اژدرافکنان از چند جهت مختلف حمله کردند و پنج اژدر به آن برخورد کردند. این ناو به‌سرعت با از دست رفتن ۲۷ افسر و ۴۸۶ خدمه واژگون شد، ۴۲ افسر و ۷۵۴ درجه‌دار را ناوشکن‌های همراه نجات دادند. از دست دادن ریپالس و پرنس آو ولز آسیب‌پذیری کشتی‌های پایگاه بدون پوشش هوایی را در برابر هواپیماها ثابت کرد.
رزمناوهای جنگی ژاپنی کلاس کنگو در بیشتر دوران جنگی خود به‌دلیل سرعت بالا به‌طور گسترده به‌عنوان اسکورت ناوهای هواپیمابر استفاده می‌شدند. تسلیحات دوران جنگ جهانی اول آنها ضعیف‌تر بود و زره ارتقایافته آنها هنوز در مقایسه با نبردناوهای هم‌دوره نازک بود. در ۱۳ نوامبر ۱۹۴۲، در اولین نبرد دریایی گوادالکانال، هیئی با رزمناوها و ناوشکن‌های آمریکایی در محدوده برد سلاح برخورد کرد. کشتی در این تقابل به شدت آسیب دید و ناگزیر توسط کشتی خواهرش کیریشیما کشیده شد. صبح روز بعد هر دو توسط هواپیماهای آمریکایی رصد شدند و کیریشیما مجبور شد که به خاطر حملات هوایی مکرر آن را رها کند. کاپیتان هیئی به خدمه دستور داد که کشتی را پس از آسیب مجدد ترک کنند و هیئی را در اوایل عصر ۱۴ نوامبر غرق کرد. در شب ۱۴/۱۵ نوامبر در خلال دومین نبرد دریایی گوادالکانال، کیریشیما به خلیج آیرون باتوم بازگشت، اما با ناوهای آمریکایی داکوتای جنوبی و واشینگتن روبرو شد. در حالی که کیریشیما نتوانست واشینگتن را شناسایی کند، با داکوتای جنوبی درگیر شد. واشینگتن چند دقیقه بعد در فاصله کوتاهی تیراندازی کرد و به کیریشیما آسیب جدی وارد کرد، برجک‌های عقب آن را کوبید، سکانش را مختل کرد و به زیر خط آب کشتی ضربه زد. جلوگیری از ورود آب شدنی نبود و کیریشیما سه ساعت و نیم بعد واژگون شد.
کنگو با بازگشت به ژاپن پس از نبرد خلیج لیته با اژدر شلیک‌شده از زیردریایی آمریکایی سیلیون در ۲۱ نوامبر ۱۹۴۴ غرق شد. هارونا در شهر کوره ژاپن لنگر انداخته بود که هواپیماهای ناو آمریکایی به پایگاه دریایی آن در ۲۴ و ۲۸ ژوئیه ۱۹۴۵ حمله کردند. در ۲۴ ژوئیه کشتی تنها با یک بمب آسیب جزئی دید، اما در ۲۸ ژوئیه ده‌ها بار مورد اصابت قرار گرفت و در اسکله خود غرق شد. این کشتی پس از جنگ مجدداً شناور شد و در اوایل سال ۱۹۴۶ کنار گذاشته شد.

### رزم‌ناوهای بزرگ یا «ضد-رزم‌ناوها»

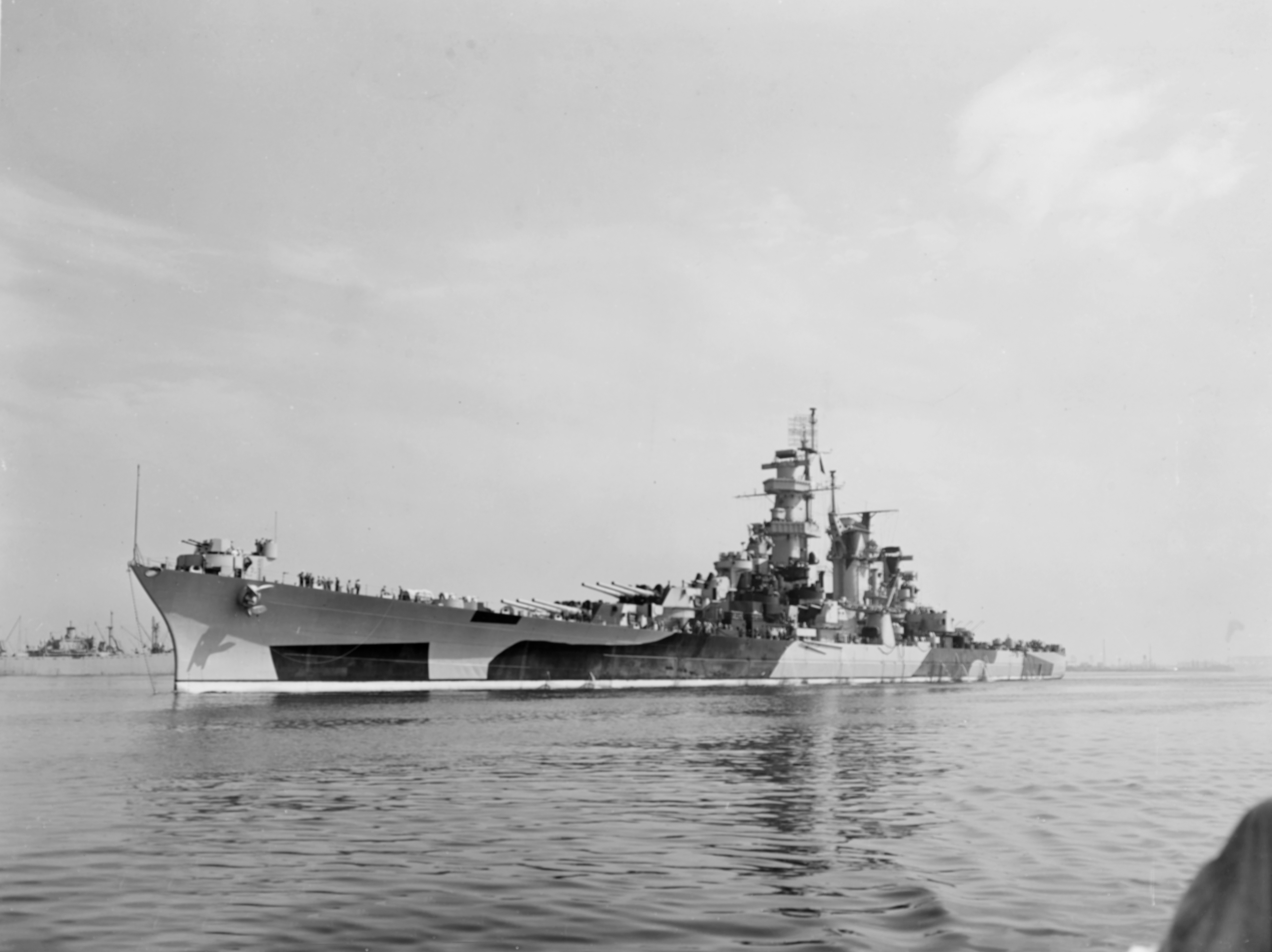
یواس‌اس آلاسکا، یکی از دو «رزم‌ناو بزرگ» نیروی دریایی ایالات متحده آمریکا

در آستانه جنگ جهانی دوم یک تحول دیرهنگام در محبوبیت کشتی‌هایی بین نبردناوها و رزم‌ناوها از نظر اندازه رخ داد. برخی آنها را به‌عنوان رزم‌ناو جنگی توصیف می‌کنند، اما هرگز به‌عنوان کشتی پایگاه طبقه‌بندی نشدند؛ آن‌ها به‌عنوان‌های مختلف «ابر رزم‌ناو»، «رزم‌ناو بزرگ» یا حتی «رزم‌ناو بدون محدودیت» توصیف می‌شوند. نیروی دریایی هلند، آمریکا و ژاپن همگی این کلاس‌های جدید را به‌طور خاص برای مقابله با رزم‌ناوهای سنگین یا همتایان آنها که توسط رقبای دریایی ساخته می‌شد، برنامه‌ریزی کردند.
اولین رزمناوهای جنگی این نوع، دیزاین ۱۰۴۷های هلندی بودند که برای محافظت از مستعمرات آنها در هند شرقی در برابر تهاجم ژاپنی‌ها طراحی شدند. این کشتی‌ها که هرگز به‌طور رسمی نامگذاری نشده بودند با کمک آلمان و ایتالیا طراحی شده بودند. در حالی که آنها به‌طور کلی شبیه کلاس شارن‌هورست آلمان با آتشبار اصلی مشابه بودند، زره سبک‌تر آنها فقط در برابر آتش توپ هشت اینچی کافی بود. اگرچه طراحی عمدتاً تکمیل شد، اما کار روی کشتی‌ها هرگز آغاز نشد، زیرا آلمان در ماه مه ۱۹۴۰ هلند را تصرف کرد. اولین کشتی قرار بود در ژوئن همان سال آب‌اندازی شود.
تنها کلاس ساخته‌شده از این رزمناوهای جنگی متاخر، «رزمناوهای بزرگ» کلاس آلاسکا نیروی دریایی آمریکا بودند. دو تای آن، آلاسکا و گوآم، کامل شد و سومی، هاوایی، در حین ساخت لغو شد و سه تای دیگر، به نام‌های فیلیپین، پورتوریکو و ساموآ، قبل از ساخت لغو شدند. آنها به جای رزمناوهای جنگی به عنوان «رزمناوهای بزرگ» طبقه‌بندی شدند. نام این کشتی‌ها بر اساس قلمروها یا مناطق تحت‌الحمایه بود. (نبردناوها نام ایالت‌ها و رزمناوها نام شهرها را داشتند) با ۹ توپ اصلی ۱۲ اینچی در سه برجک سه‌گانه و وزن ۲۷٬۰۰۰ تن بزرگ (۲۷٬۰۰۰ تن)، رزمناوهای آلاسکا در اندازه دو برابر رزمناوهای کلاس بالتیمور بودند و توپ‌هایی ۵۰ درصد قطورتر داشتند. آنها کمربند زرهی ضخیم و سامانه دفاعی پیچیده اژدری کشتی‌های پایگاه واقعی را نداشتند. با این حال، برخلاف اکثر رزمناوهای جنگی، آنها یک طراحی متعادل براساس استانداردهای رزمناو در نظر گرفته می‌شدند، زیرا پوشش حفاظتی آنها می‌توانست در برابر آتش توپ با کالیبر مشابه آنها مقاومت کند، البته فقط در یک محدوده باند بسیار باریک. آنها برای شکار رزمناوهای سنگین ژاپن طراحی شده بودند، اگرچه زمانی که وارد خدمت شدند، بیشتر رزمناوهای ژاپنی را هواپیماها یا زیردریایی‌های آمریکایی غرق کرده بودند. مانند نبردناوهای سریع هم‌دوره، کلاس آیووا، سرعت آنها نهایتاً آنها را در نقش اسکورت ناو هواپیمابر و کشتی بمباران مفیدتر کرد تا کشتی رزم سطحی که برای آن ساخته شده بودند.
ژاپنی‌ها شروع به طراحی کلاس بی۶۴ کردند که شبیه به آلاسکا بود اما با توپ ۳۱۰-میلیمتر (۱۲٫۲-اینچ). خبرهای آلاسکا باعث شد که آنها طراحی را ارتقا دهند و طراحی بی-۶۵ را خلق کنند. بی۶۵ها با توپ‌های ۳۵۶ میلی‌متری می‌توانستند مجهزترین رزمناوهای جنگی نسل جدید باشند، اما همچنان فقط حفاظت کافی در برابر گلوله‌های هشت اینچی داشتند. مانند هلندی‌ها، ژاپنی‌ها به پایان طراحی بی۶۵ رسیدند، اما هرگز ساخت آن‌ها را آغاز نکردند. در زمان آماده شدن طرح‌ها، نیروی دریایی ژاپن متوجه شد که آنها نقش اندکی برای این کشتی‌ها سراغ دارند و اولویت ساخت آنها باید ناوهای هواپیمابر باشد. مانند آلاسکا، ژاپن این کشتی‌ها را رزمناو جنگی نمی‌نامید و در عوض از آنها به عنوان رزمناوهای فوق سنگین یاد می‌کرد.

## طرح‌های دوران جنگ سرد

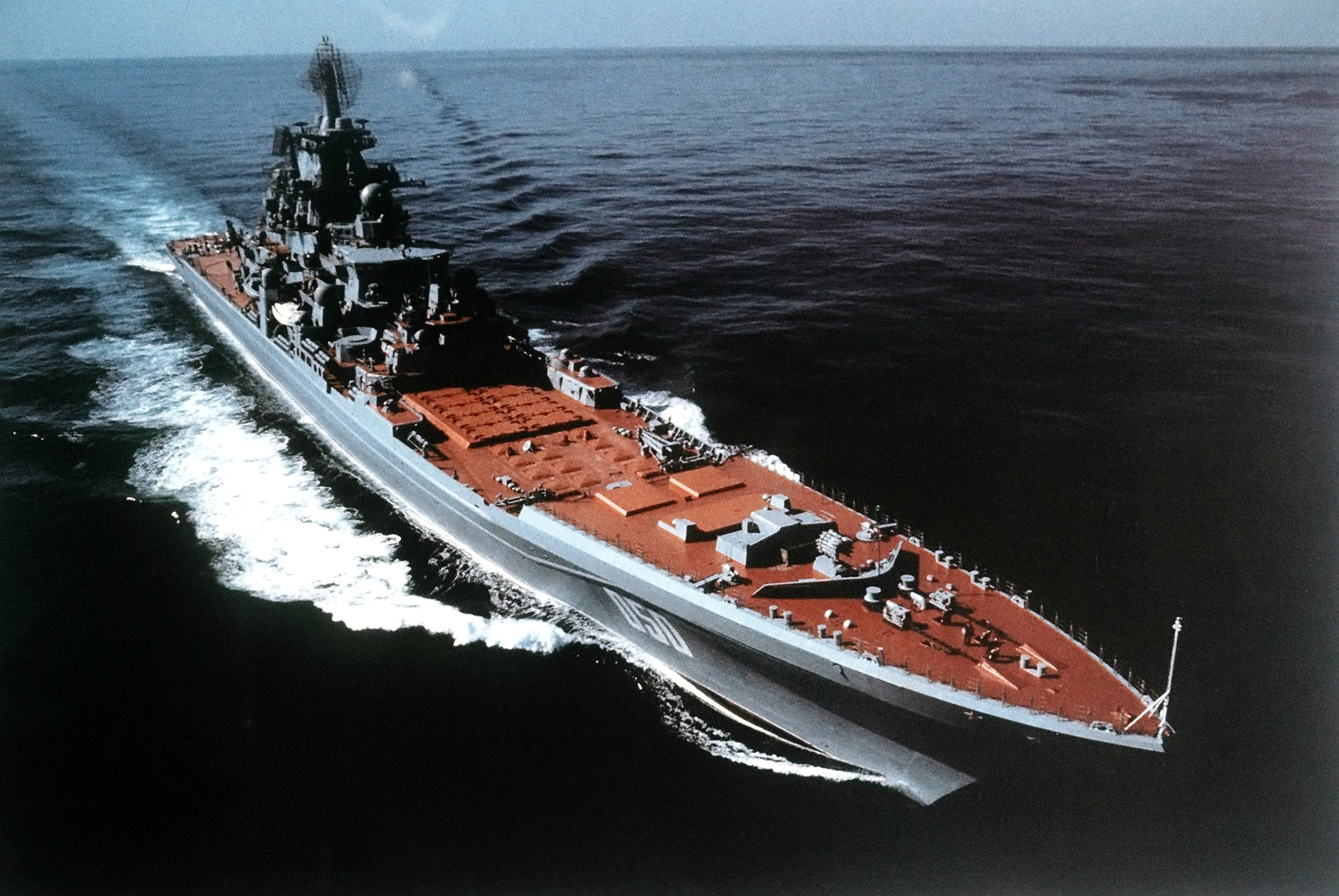
آدمیرال لازارف، پیش‌تر فرونزه، دومین کشتی از کلاس خود

با وجود اینکه بیشتر نیروهای دریایی پس از جنگ جهانی دوم مفاهیم نبردناو و رزمناو جنگی را کنار گذاشتند، علاقه ژوزف استالین به کشتی‌های جنگی مسلح پرقدرت باعث شد که اتحاد جماهیر شوروی در اواخر دهه ۱۹۴۰ یک کلاس رزمناو بزرگ را طراحی کند. در نیروی دریایی شوروی، آنها را «رزمناوهای سنگین» (tjazholyj krejser) می‌نامیدند. ثمره این برنامه رزمناوهای پروژه ۸۲ (استالینگراد) با بیشینه وزن استاندارد ۳۶٬۵۰۰ تن (۳۵٬۹۰۰ تن بزرگ)، ۹ توپ ۳۰۵ میلیمتر (۱۲ اینچ) و سرعت ۳۵ گره (۶۵ کیلومتر بر ساعت؛ ۴۰ مایل بر ساعت) بود. ساخت سه کشتی در سالهای ۱۹۵۱–۱۹۵۲ آغاز شد، اما در آوریل ۱۹۵۳ پس از مرگ استالین لغو شد. تنها سازهٔ زرهی بدنهٔ مرکزی اولین کشتی، استالینگراد، در سال ۱۹۵۴ به آب انداخته شد و سپس به عنوان هدف تمرینی استفاده شد.
کلاس کیروف شوروی گاهی به‌عنوان یک رزمناو جنگی شناخته می‌شود. دلیل آن به تناژ بیش از ۲۴٬۰۰۰-تن (یکا) (۲۴٬۰۰۰-تن-بزرگ) آن برمی‌گردد که تقریباً برابر با یک نبردناو جنگ جهانی اول و بیش از دو برابر رزمناوهای هم‌دوره‌اش است. کیروف هنگام ورود به خدمت، بزرگ‌ترین کشتی رزم سطحی ساخته شده از زمان جنگ جهانی دوم بود. کلاس کیروف فاقد زرهی است که رزمناوهای جنگی را از رزمناوهای معمولی متمایز می‌کند و در روسیه به‌عنوان رزمناو هسته‌ای سنگین موشکی (Тяжелый Атомный Ракетный Крейсер (ТАРКР)) طبقه‌بندی می‌شود و اسلحه اصلی سطحی آن شامل بیست عدد موشک سطح‌به‌سطح پی-۷۰۰ گرانیت است. چهار عضو این کلاس در طول دهه‌های ۱۹۸۰ و ۱۹۹۰ تکمیل شدند، اما به دلیل محدودیت‌های بودجه، تنها پتر کبیر در نیروی دریایی روسیه عملیاتی است؛ اگرچه در سال ۲۰۱۰ برنامه‌هایی برای بازگرداندن سه کشتی دیگر به خدمت اعلام شد. در سال ۲۰۲۱, آدمیرال ناخیموف در حال بازسازی بود، اما براساس گزارش‌ها تعمیر دو کشتی دیگر به‌صرفه به نظر نمی‌رسد.

## کاربران
- نیروی دریایی روسیه: یک فروند رزم‌ناو جنگی کلاس کیروف در خدمت دارد و یک فروند دیگر از آن درحال تعمیر است.

### کاربران سابق
- نیروی دریایی امپراتوری آلمان: همه پنج رزم‌ناو جنگی بازمانده آن در سال ۱۹۱۹ در اسکاپا فلو غرق شدند.
- نیروی دریایی سلطنتی استرالیا: تنها رزم‌ناو جنگی آن، اچ‌ام‌ای‌اس استرالیا، در سال ۱۹۲۱ بازنشسته شد.
- نیروی دریایی امپراتوری ژاپن: در دههٔ ۱۹۳۰ رزم‌ناوهای جنگی کلاس کنگو را به نبردناو سریع تبدیل کرد.
- نیروی دریایی پادشاهی بریتانیا: آخرین رزم‌ناو جنگی آن، اچ‌ام‌اس رنوین، در سال ۱۹۴۵ پس از جنگ جهانی دوم بازنشسته شد.
- نیروی دریایی ایالات متحده آمریکا: دو رزم‌ناو جنگی کلاس آلاسکا در سال ۱۹۴۷ بازنشسته شدند.
- نیروی دریایی ترکیه: تنها رزم‌ناو جنگی آن، تی‌سی‌جی یاووز، در سال ۱۹۵۰ بازنشسته شد.